# Años 1980
El decenio de los años 1980 (pronunciada "años ochenta", abreviada como "los años 80" o "los ochenta") comenzó el 1 de enero de 1980 y finalizó el 31 de diciembre de 1989.
El inicio de este decenio está marcado por el aumento de las tensiones de la Guerra Fría entre Estados Unidos y la Unión Soviética. La amenaza nuclear se hace más latente que nunca, por lo que a mediados del decenio se produce un acercamiento entre los dos bloques, que se ve favorecido principalmente por las políticas conocidas en Occidente como Glásnost y Perestroika, del mandatario soviético Mijaíl Gorbachov.
En el plano económico, el presidente de Estados Unidos, Ronald Reagan, presenta una serie de medidas económicas de libre mercado, popularmente conocidas como Reaganomía (Reaganomics), que sientan las bases de la economía neoliberal de los años venideros. Por otra parte, las diferencias en el desarrollo entre los diferentes pueblos del mundo se evidencian con la hambruna que devasta a varios países de África. En Etiopía la situación se torna particularmente dramática debido a la sequía. Países asiáticos como Corea del Sur, Taiwán y Singapur  así como la región de Hong Kong experimentan un rápido desarrollo industrial que no se detendría durante el resto del siglo.
La existencia del SIDA se hace pública por primera vez en junio de 1981 y acabará presentándose ante el mundo como una epidemia de enormes proporciones.
Chernóbil, localidad ucraniana al norte de Kiev, se convierte en el símbolo de la incapacidad del hombre para controlar el monstruo que ha creado: el riesgo continuo e inapelable de la técnica nuclear. La catástrofe nuclear contamina toda una región y provoca una lluvia radiactiva en amplias zonas de Europa. México vivió el peor terremoto de su historia, el terremoto de México de 1985, con una magnitud de 8.1 grados en la Escala Richter que dejó unas 10 000 víctimas. También en 1985 se produjo la Tragedia de Armero en Colombia tras la erupción del volcán el Nevado del Ruiz dejando un saldo de más de 30 000 fallecidos.
Otro aspecto importante de este decenio fueron las desapariciones forzadas en Latinoamérica que ya habían comenzado en el decenio anterior. Perú salía del Gobierno Revolucionario de las Fuerzas Armadas por once años y que retornaba a la democracia de forma dictatorial, se enfrenta a la organización terrorista maoísta Sendero Luminoso, que inicia su lucha armada en Ayacucho y que poco a poco fue incursionando en la capital.
En 1983 Argentina vuelve a la democracia de forma definitiva, tras la derrota en la guerra de las Malvinas del gobierno militar en 1982 ante Inglaterra. Hay elecciones y asume la presidencia Raúl Alfonsín. En 1985 se condena en el histórico Juicio a las Juntas a los represores militares de la dictadura, siendo Argentina el primer y único país de Latinoamérica en hacerlo. 
Tras quince años de dictadura militar los chilenos vuelven a las urnas en 1988 para decidir la continuidad del general Augusto Pinochet en el gobierno. El plebiscito le fue adverso y la democracia vuelve finalmente en 1990, preservando la constitución dictatorial intacta hasta la fecha a la vez que Pinochet mantiene fueros vitalicios.
El terrorismo internacional asociado con la causa palestina bajo ocupación israelí (que data del decenio anterior) se intensifica y Estados Unidos bombardea la Libia de Muamar Gadafi, como represalia por ataques terroristas en Europa supuestamente patrocinados por ese país. 
Varios conflictos bélicos iniciados a finales del decenio de los años 1970 tienen continuidad como la guerra afgano-soviética (conflicto en la que interviene la Unión Soviética para apoyar al gobierno afgano en su lucha contra los muyahidines, apoyados estos últimos por Estados Unidos). En Nicaragua también continúa desde fines de los años 1970 la revolución Sandinista y su enfrentamiento con la contra nicaragüense financiada por los Estados Unidos. Otros conflictos inician en esta decenio como la Invasión de Granada y de  Panamá. En 1980 en Asia se desata la guerra de Irak contra Irán, conflicto que va a durar hasta 1988 y en la que ambos países enfrentados se declaran ganadores.
En 1989 la Unión Soviética y el bloque soviético en general se encuentran más debilitados que nunca. En noviembre el muro de Berlín que encarnaba la división de dicha ciudad desde el fin de la Segunda Guerra Mundial, fue demolido por los propios berlineses, dando con ello el golpe de gracia a la era soviética y convirtiéndose en el símbolo de las revoluciones de 1989 en los países de Europa del este.
En el ámbito cultural, este decenio tiene muchos seguidores de su estilo de vida en diferentas ámbitos tales como la moda, la música y de exhibiciones televisivas y del séptimo arte, exclusivas, en la opinión de muchos admiradores, de este decenio. Aquello relacionado con estos diez años recibe el calificativo de «ochentero». Los videojuegos se hacen cada vez más populares y comienza a extenderse como una nueva cultura.

## Resumen principal de los acontecimientos históricos

### De 1980 a 1984
- 1980-1984: Boicot de los Juegos Olímpicos. Hubo dos grandes boicot en los Juegos Olímpicos del decenio en el contexto de la Guerra Fría, los Juegos Olímpicos de 1980 de verano se realizaron en Moscú, Estados Unidos producto de la presencia soviética en la guerra de Afganistán, procedió a boicotear los juegos, donde junto a Estados Unidos otros 65 países se abstuvieron de participar en los juegos, provocando la más baja presencia de países desde los Juegos Olímpicos de 1956 en Melbourne, otros países como Australia y Reino Unido dejaron a sus atletas participar bajo la bandera olímpica. En los Juegos Olímpicos de Verano de 1984, en Los Ángeles, fue el bloque comunista aliado a la Unión Soviética (a excepción de Rumania) decidieron boicotear esta edición de los juegos.

- 1980-1988: Guerra Irán-Irak. El 22 de septiembre de 1980, tropas iraquíes invadieron Irán, provocando una guerra de desgaste que ha sido comparado en sus tácticas con la Primera Guerra Mundial, por el uso de trinchera, cargas de bayoneta, alambres de púas, armas químicas y una gran cantidad de bajas en ambos lados. Termina el 20 de agosto de 1988, con un millón de muertos.

- 1981: Inicio de la era Reagan en los Estados Unidos. El 20 de enero de 1981, tomó posesión de la presidencia de los Estados Unidos, el republicano Ronald Reagan. Su campaña electoral, el orgullo nacional, la defensa de los valores tradicionales y el patriotismo, bajo la promesa de reconducir al país hacia el rol de potencia mundial. Reagan permaneció en el cargo 8 años.

- 1981: Juan Pablo II sufre un intento de asesinato. El 13 de mayo de 1981, Karol Wojtyła resultó gravemente herido en un atentado cometido en la plaza de San Pedro de Roma, del que, no obstante, se recuperó satisfactoriamente. El autor, Mehmet Alí Agca, joven extremista de nacionalidad turca, paso varios años encarcelado en la prisión de Rebibbia, cerca de Roma.

- 1982: Guerra de las Malvinas y el fin de la dictadura argentina. El 2 de abril, las fuerzas armadas argentinas invaden las Islas Malvinas, comenzando una guerra entre Argentina y el Reino Unido que duraría hasta el 14 de junio del mismo año y que tendría un saldo de 907 muertos. La derrota argentina en esta guerra terminaría con la renuncia del presidente de facto Leopoldo Fortunato Galtieri, asumiría interinamente Alfredo Saint-Jean, para luego tomar la presidencia argentina Reynaldo Bignone, quien finalmente convocaría a elecciones para 1983.

- 1983: Retorno a la democracia en Argentina. Producto de la derrota argentina en la guerra de las Malvinas en 1982, provocó la caída de la dictadura argentina, con la renuncia del presidente de facto Leopoldo Fortunato Galtieri y su sucesor Reynaldo Bignone que convocó elecciones para 30 de octubre de 1983, triunfando el candidato de Unión Cívica Radical, Raúl Alfonsín, quien asumió el poder el 10 de diciembre, retornando así Argentina a la democracia.

### De 1985 a 1989
- 1985: Mijaíl Gorbachov se vuelve líder de la Unión Soviética. El 11 de marzo de 1985, El Partido Comunista de la Unión Soviética (PCUS) nombra secretario general a Mijaíl Gorbachov, con solo 54 años siendo el más joven en ostentar dicho cargo desde Lenin, con su ascenso al poder comenzaron un plan de ambiciosas reformas conocida como uskoréniye, dentro de las encontraban la reforma del sistema político conocida bajo el nombre de glasnost y la del sistema económico conocida bajo el nombre de perestroika.

- 1985: Toma del Palacio de Justicia en Bogotá. Este asalto perpetrado en Bogotá (Colombia), el miércoles 6 de noviembre de 1985 por un comando de guerrilleros del Movimiento 19 de abril (M-19) al Palacio de Justicia, ubicado en el costado norte de la plaza de Bolívar, frente a la sede del Congreso y a una cuadra de la Casa de Nariño, la residencia presidencial. El M-19 mantuvo a cerca de 350 rehenes entre magistrados, consejeros de Estado, servidores judiciales, empleados y visitantes del Palacio de Justicia.2 Dicha incursión fue seguida de la reacción de la Policía Nacional y el Ejército Colombiano, rodeando el edificio e iniciando una operación de retoma del mismo que se extendió hasta el jueves 7 de noviembre de 1985.

- 1985: Tragedia de Armero. Este desastre natural producto de la erupción del volcán Nevado del Ruiz el miércoles 13 de noviembre de 1985, afectando a los departamentos de Caldas y Tolima, Colombia. Tras sesenta y nueve años de inactividad, la erupción tomó por sorpresa a los poblados cercanos, a pesar de que el Gobierno había recibido advertencias por parte de múltiples organismos vulcanológicos desde la aparición de los primeros indicios de actividad volcánica en septiembre de 1985.1 Los flujos piroclásticos emitidos por el cráter del volcán fundieron cerca del 10% del glaciar de la montaña, enviando cuatro lahares —flujos de lodo, tierra y escombros productos de la actividad volcánica— que descendieron por las laderas del Nevado a 60 km/h. Los lahares aumentaron su velocidad en los barrancos y se encaminaron hacia los cauces de los seis ríos que nacían en el volcán. La población de Armero, ubicada a poco menos de 50 km del volcán, fue golpeado por dichos lahares, muriendo más de 30 000 personas.

- 1986: Desastre nuclear de Chernóbil. Este accidente sucedido en la central nuclear Vladímir Ilich Lenin (a 3 km de la ciudad de Pripyat, actual Ucrania) el sábado 26 de abril de 1986. Considerado, junto con el accidente nuclear de Fukushima I en Japón en 2011, como el más grave en la Escala Internacional de Accidentes Nucleares (accidente mayor, nivel 7), constituye uno de los mayores desastres medioambientales de la historia.

- 1986: Intento de asesinato de Augusto Pinochet. Sucedió el 7 de septiembre de 1986 durante la dictadura militar chilena, en contra de su líder, el general Augusto Pinochet. Los hechos ocurrieron en la cuesta «Las Achupallas», camino al Cajón del Maipo, a 40 kilómetros de Santiago. Pinochet sufrió un ataque armado mientras regresaba de un fin de semana de descanso en su residencia en El Melocotón. El ataque, llevado a cabo por la organización armada de extrema izquierda denominada Frente Patriótico Manuel Rodríguez (FPMR), terminó con 5 muertos y 11 heridos; sin embargo, el FPMR no logró su objetivo y Pinochet se mantuvo con vida.[1]

- 1988: Triunfo del No en Chile. El plebiscito nacional de Chile de 1988 fue un referéndum realizado en ese país el miércoles 5 de octubre de 1988, durante la dictadura militar. En aplicación de las disposiciones transitorias (27 a 29) de la Constitución Política de 1980, este plebiscito se llevó a cabo para decidir si Augusto Pinochet seguía o no en el poder hasta el 11 de marzo de 1997. El universo electoral habilitado para votar entonces ascendió a 7 435 913 personas.1 Del total de votos válidos,2 el resultado fue de 44,01 % por el «Sí» y de 55,99 % por el «No» —del total de votos escrutados, el «Sí» obtuvo el 43,01 % y el «No», el 54,71 %—.3 Conforme a las disposiciones transitorias de la Constitución, el triunfo del «No» implicó la convocatoria para 1989 de elecciones democráticas conjuntas de presidente y parlamentarios, que condujeron tanto al fin de la dictadura como al comienzo del periodo llamado transición a la democracia.[2]

- 1989: Caida del Comunismo en Europa Oriental. Entre 1989 a 1991 en Europa Oriental se desataron una serie de revoluciones contra los gobiernos comunistas exigiendo más libertad y democracia, La agitación política comenzó en Polonia, y condujo a una oleada de revoluciones sobre todo pacíficas en Alemania Oriental, Checoslovaquia, Hungría, y Bulgaria. Rumania fue el único país del Bloque del Este que derrocó violentamente a su régimen comunista y ejecutó a su jefe de Estado. Las Revoluciones de 1989 cambiaron enormemente el equilibrio del poder en el mundo y marcaron (junto con la subsecuente disolución de la Unión Soviética) el final de la Guerra Fría.

- 1989: Caída del Muro de Berlín. La noche del jueves de 9 de noviembre al viernes 10 de noviembre se produce la Caída del Muro de Berlín, lo que haría suponer el fin de la guerra fría y la reunificación de Alemania. Este hecho concuerda con las revoluciones de 1989 que pusieron fin a aproximadamente 40 años de gobiernos comunistas en Europa del Este.

## Cronología

### 1980

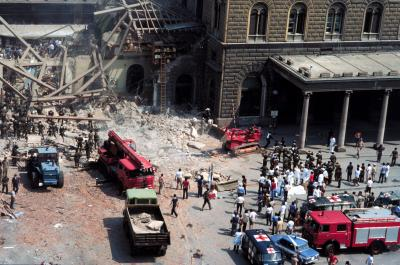
La estación de tren de Bolonia tras el atentado.

- Es asesinado el Arzobispo de San Salvador, Óscar Romero. Inicia la guerra civil de El Salvador.
- Italia: Atentado terrorista en la estación de tren de Bolonia perpetrado por el grupo de extrema-derecha Nuclei Armati Rivoluzionari.
- 1980-1988: Guerra Irán-Irak.
- Muere Josip Broz Tito, jefe de estado de Yugoslavia.
- Polonia: Creación del sindicato Solidarność de Lech Walesa.
- Uruguay: Plebiscito con la intención de legitimar el gobierno militar del momento y modificar la Constitución de 1967, ganando el No con un 57%.
- Conjunto de Mandelbrot.
- El nombre de la rosa de Umberto Eco.

### 1981
- Ingreso de Grecia a la CEE.
- Ronald Reagan toma posesión como presidente de los Estados Unidos.
- Dimisión del presidente del Gobierno español; Adolfo Suárez.
- Fracasa el intento de golpe de Estado en España.
- El presidente estadounidense, Ronald Reagan, sufre un intento de asesinato.
- El papa Juan Pablo II sufre un intento de asesinato.
- 1981-1995: El socialista François Mitterrand, presidente de la República Francesa.
- Asesinato de Anwar el-Sadat, presidente de Egipto.
- Polonia: Golpe de Estado del general Wojciech Jaruzelski.
- Reino Unido: Síntesis de un gen humano.
- Aké: Los años de la niñez de Wole Soyinka.

### 1982
- Israel restituye el Sinaí a Egipto.
- Guerra de las islas Malvinas entre Argentina y Reino Unido.
- Masacre de civiles en el campo de refugiados de Chatila y en Sabra.
- Helmut Kohl (CDU), canciller de la República Federal de Alemania.
- El socialista Felipe González vence por mayoría absoluta en las elecciones generales en España.
- Robert Jarvik: Implantación con éxito del primer corazón artificial en los EE. UU.
- Ralph L. Brinster y Richard Palmiter obtienen ratones gigantes mediante la manipulación genética.
- El disco Thriller de Michael Jackson se convierte en el más vendido de la historia.
- Stanley B. Prusiner descubre los priones.

### 1983

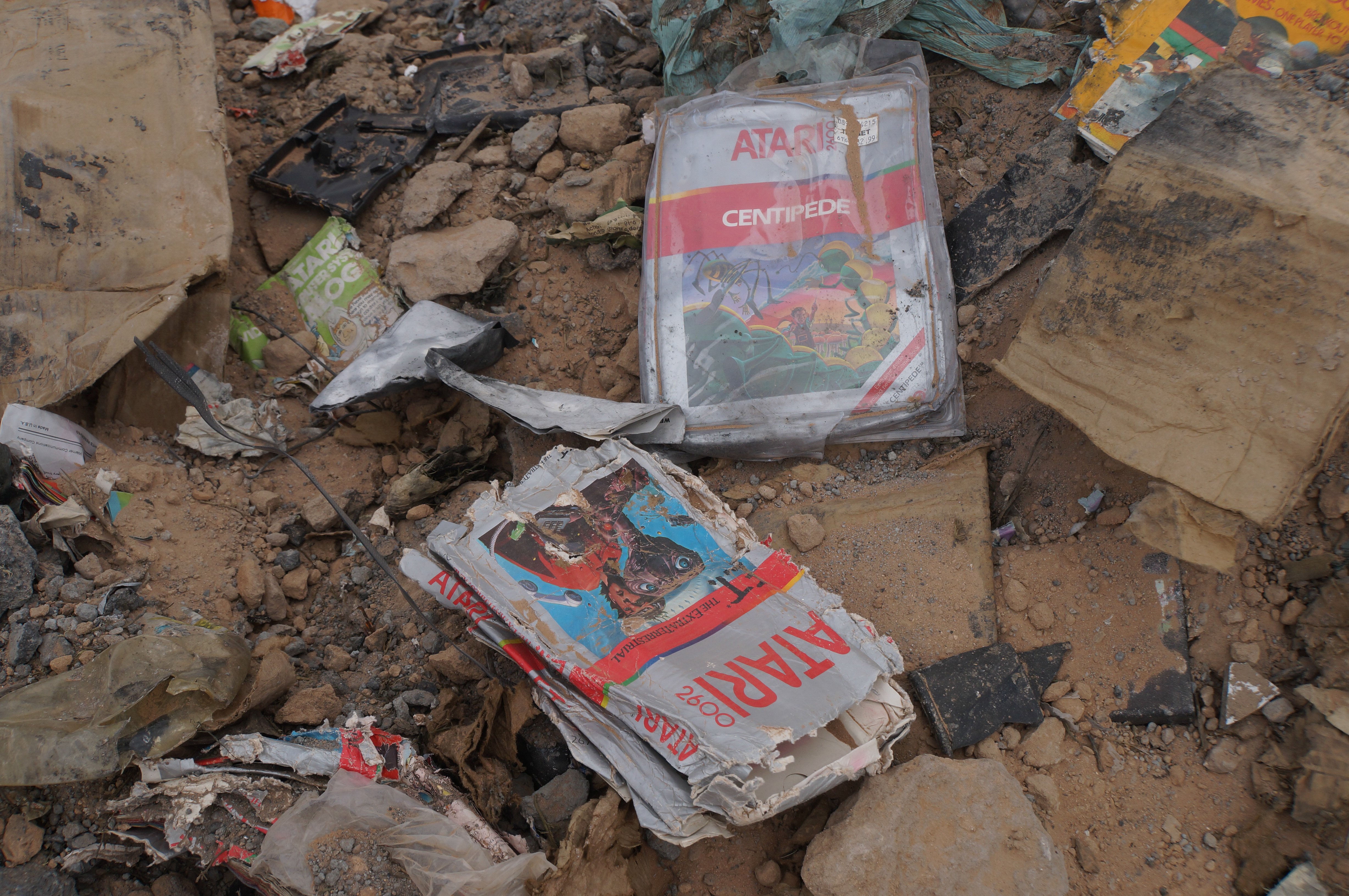
Cartuchos de Atari 2600 desenterrados en Alamogordo, Nuevo México.

- Final del Golpe de Estado cívico, militar y eclesiástico: Retorno a la democracia. Resulta elegido presidente de la Argentina; Raúl Alfonsín (UCR).
- Iniciativa de Defensa Estratégica («Guerra de las Galaxias») de Ronald Reagan.
- Asesinato de Benigno Aquino en Manila (Filipinas).
- Atentados yihadistas en Beirut (Líbano). Asesinadas 305 personas.
- La industria del videojuego estadounidense sufre una recesión a gran escala que duraría por dos años.
- Robert Gallo y Luc Montagnier identifican el virus del sida.
- Puesta en servicio del JET, reactor europeo para el estudio de la fusión termonuclear controlada.

### 1984

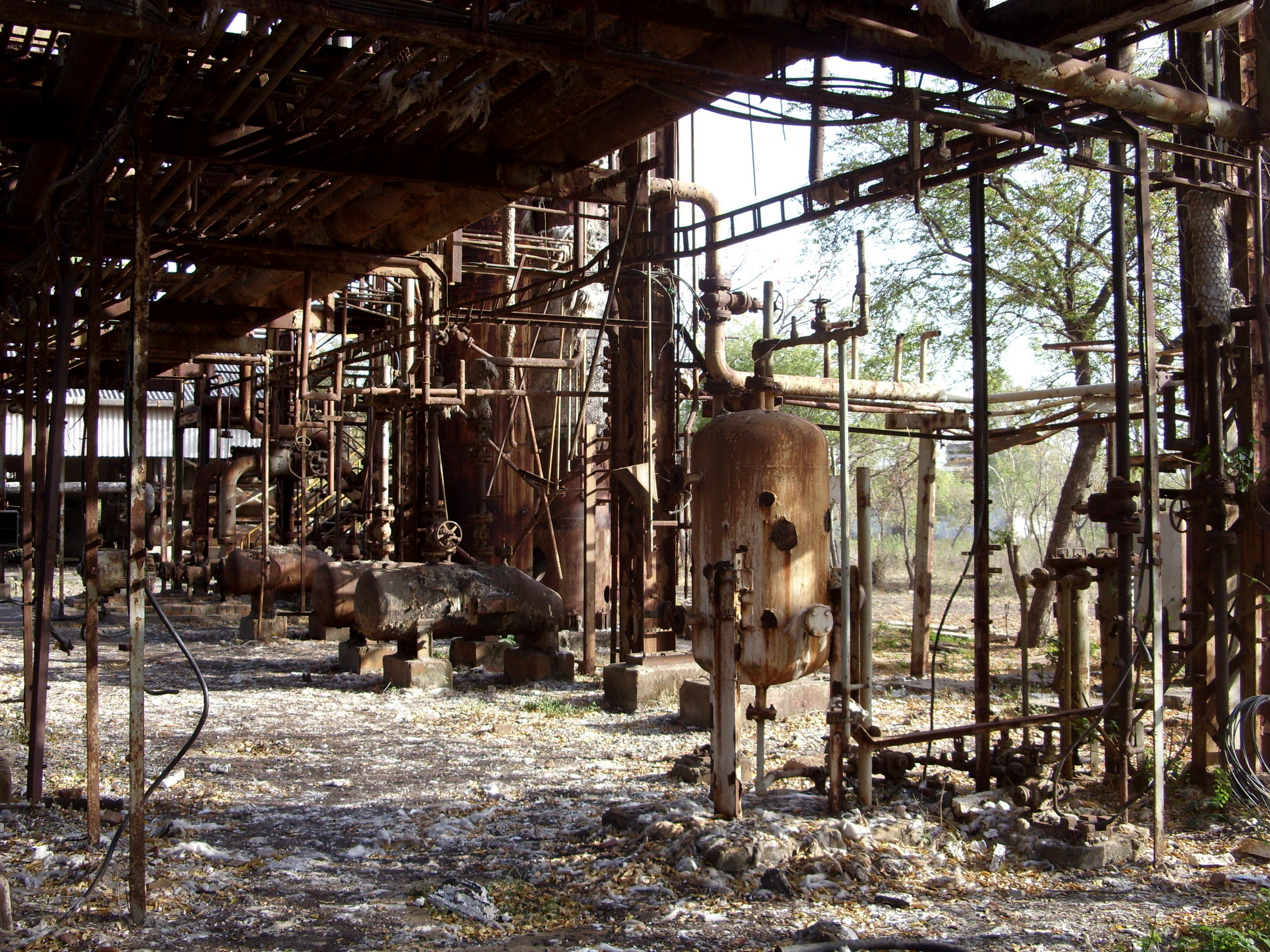
Desastre de Bhopal en Madhya Pradesh, India.

- 1984-1985: Huelga general de mineros en el Reino Unido.
- El ministro de Justicia de Colombia, Rodrigo Lara Bonilla es asesinado por miembros del Cartel de Medellín en Bogotá.
- Asesinato de Indira Gandhi, la primera ministra de la India.
- Firma del Tratado de Paz y Amistad entre Argentina y Chile, que puso fin al conflicto del Beagle.
- Nacimiento del primer bebé de probeta a partir de un embrión congelado (Australia).
- Primera mujer que pasea por el espacio: Svetlana Savitskaja.
- Una fuga de gas letal en una fábrica en Bhopal (India) provocó la muerte de más de 30 000 personas.

### 1985
- Mijaíl Gorbachov es elegido secretario general del PCUS.
- Después de 12 años de dictadura militar, llega la democracia a Uruguay de forma dictatorial y asume la presidencia Julio María Sanguinetti.
- Alan García del Partido Aprista Peruano asume la presidencia del Perú tras haber ganado las Elecciones Generales con el 90.5 % de votos.
- Colombia:
  - La erupción del Nevado del Ruiz provocó la muerte de más de 30 000 personas.
  - La toma del palacio de Justicia en Colombia por parte de los rebeldes del M-19.
- Brasil retorna a la democracia de forma insegura.
- Se da el concierto de Live Aid, que tuvo lugar en el estadio de Wembley y en el J.F. Kennedy Stadium de Filadelfia. Reunió a varios exponentes de los años 1960, 1970, 1980, y es considerado el mayor evento musical de la historia. Con la participación de Queen, Elton John, Bob Dylan, Led Zeppelin, U2, David Bowie y Wham!.
- Robert Ballard encuentra los restos del Titanic.
- Detección del agujero de la capa de ozono en la Antártida.
- Un terremoto en la Ciudad de México acabó con la vida de más de 35 000 personas.

### 1986
- España y Portugal se convierten en miembros de pleno derecho de la CEE.
- El transbordador espacial Challenger se desintegra segundos después del despegue.
- Asesinato de Olof Palme, ex primer ministro sueco.
- Estados Unidos bombardea Libia.
- Unión Soviética (A día de hoy, Ucrania): Catástrofe nuclear tras el accidente de Chernóbil.
- La banda terrorista ETA realiza un atentado en la plaza de la República Dominicana en Madrid.
- Estalla el escándalo «Irangate» en los EE. UU.
- Sobrevuelo del cometa Halley por cinco sondas espaciales.
- Puesta en servicio de la estación espacial MIR (Unión Soviética).
- Steen Willadsen: Clonación de un embrión de oveja.
- Un terremoto en San Salvador provoca la muerte de más de 1500 personas.

Principal referencia:

### 1987

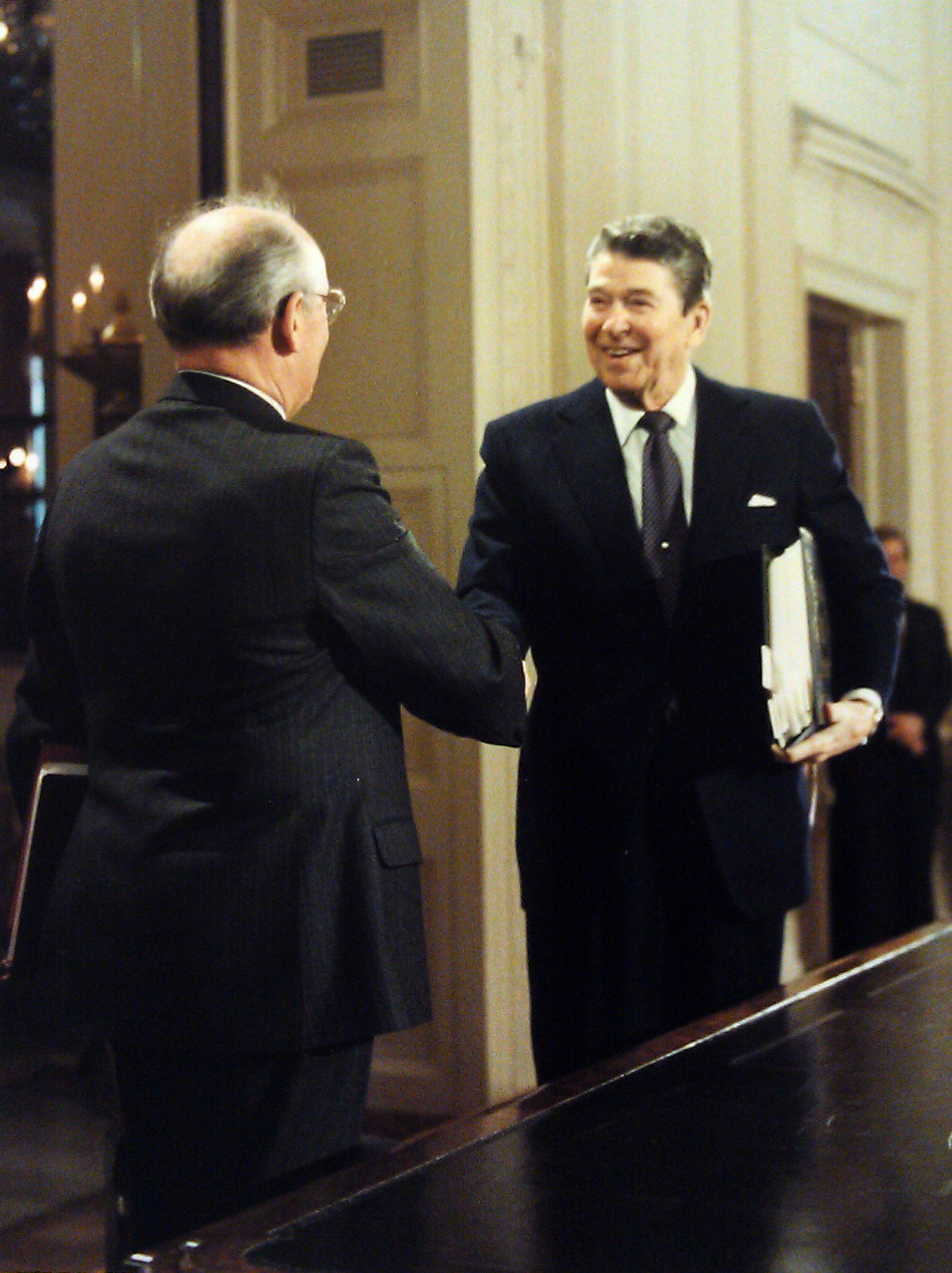

- Entrada en vigor del Acta Única Europea.
- Sublevación militar en Argentina contra el gobierno de Raúl Alfonsín.
- Firma del acuerdo de Esquipulas.
- Desastre financiero en las bolsas internacionales.
- Inicio de la primera Intifada contra Israel.
- Escalada terrorista de ETA en España:
  - Matanza en el centro comercial Hipercor de Barcelona.
  - Atentado en la casa cuartel de la Guardia Civil de Zaragoza.
- Los Estados Unidos y la Unión Soviética, firman el tratado INF.
- L. Kunkel: Identificación del gen de la miopatía de Duchenne.
- Descubrimiento de una brillante supernova en la Gran Nube de Magallanes, vecina de la Vía Láctea.

### 1988

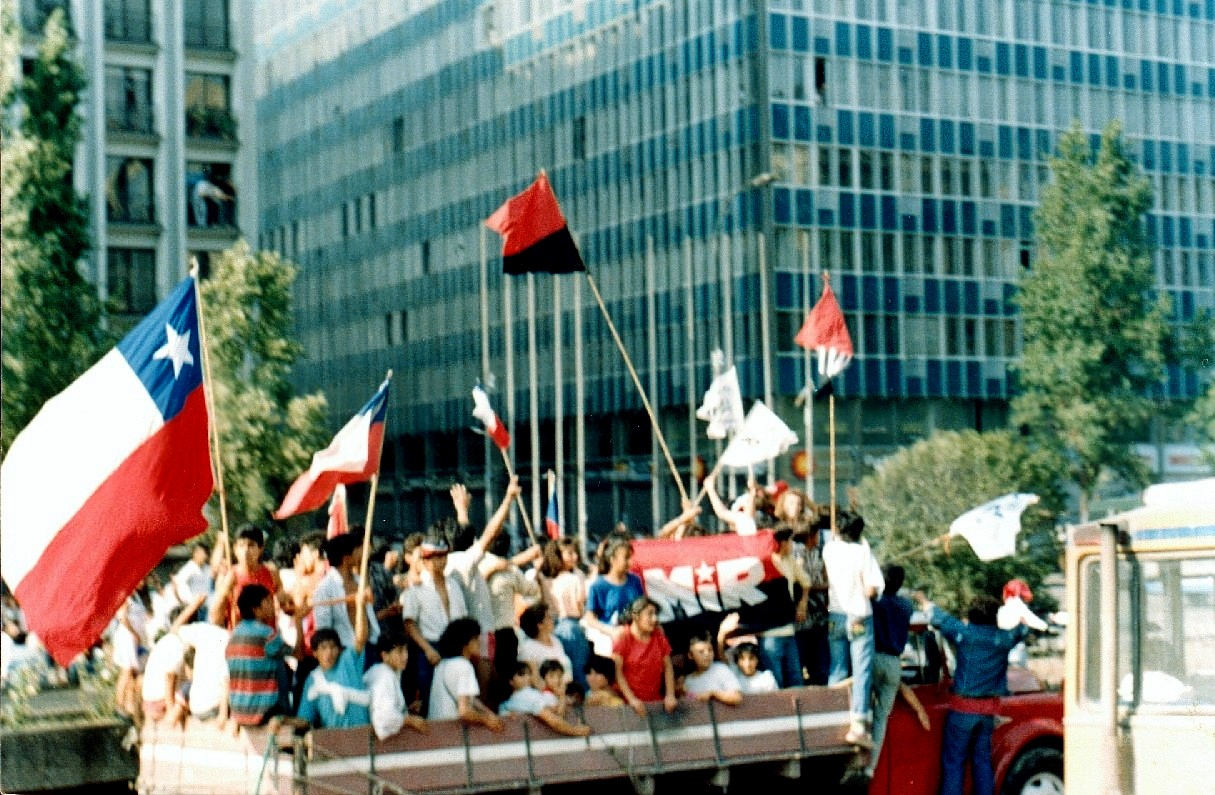
Manifestantes celebran al día siguiente de la victoria del «No» en Alameda con Ahumada, en Santiago.

- El ejército iraquí ataca con armas químicas a la población civil en la ciudad kurda de Halabja.
- Final de la guerra irano-iraquí.
- Plebiscito a Pinochet en Chile, con la victoria del No, por lo que se ponía fin a la dictadura militar.
- Benazir Bhutto, es elegida Jefa de Estado, es la primera mujer en ocupar la presidencia en la República Islámica del Pakistán.
- Asesinato de Chico Mendes.
- La farmacéutica Roussel-Uclaf consigue la aprobación de la píldora abortiva, sintetizada por Georges Teutsch en 1980.
- Secuestro, tortura, violación y asesinato de Junko Furuta.

### 1989
- Europa:

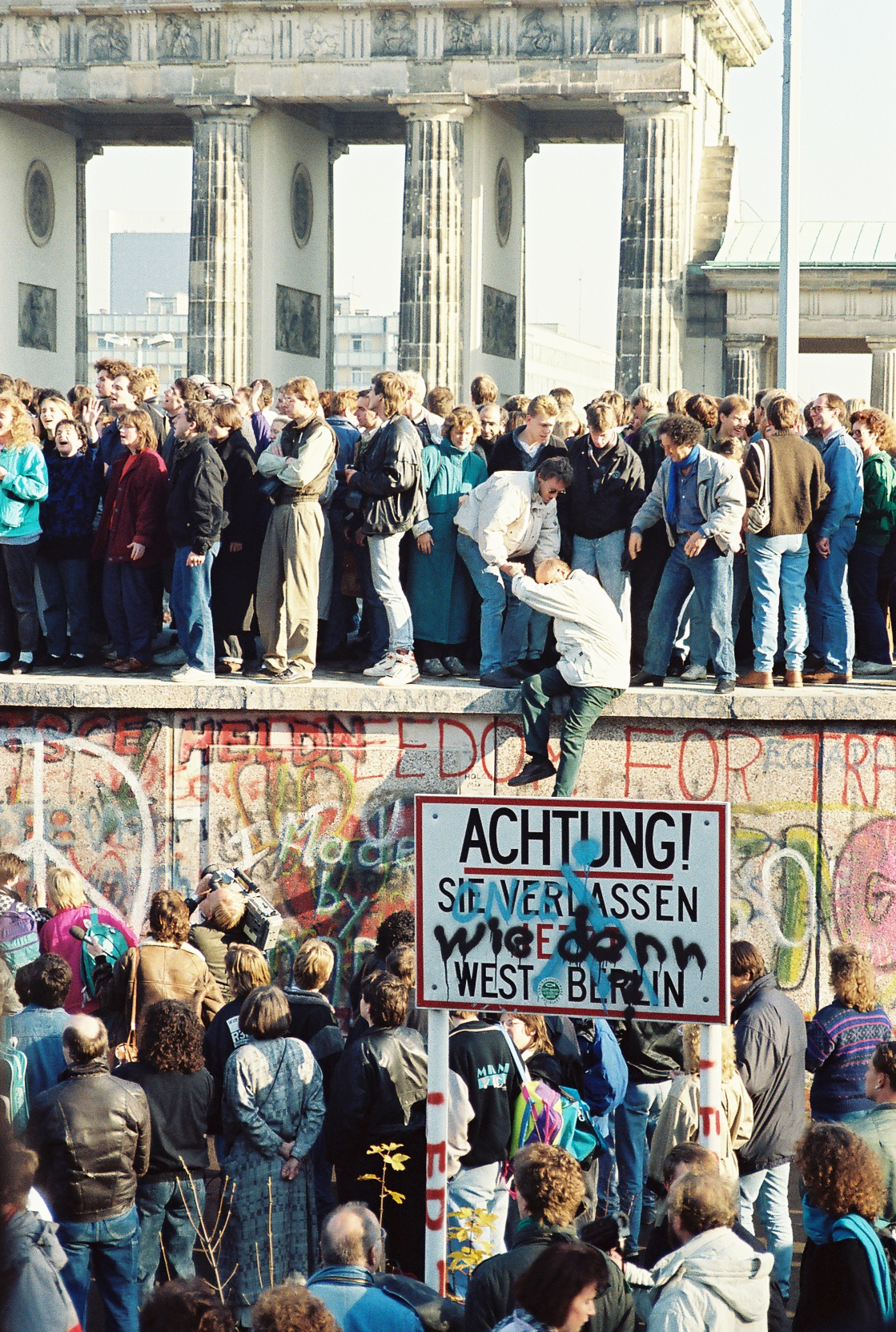
Caída del Muro de Berlín.

  - Cambios políticos en la Europa del Este: Formación del gobierno de entente nacional o de coalición en Polonia y en Checoslovaquia.
  - Abolición del papel de dirigente del Partido Comunista en Hungría, Polonia, República Democrática de Alemania (RDA) y Checoslovaquia.
  - Unos dos millones de personas protagonizan una cadena humana en los tres países bálticos (Estonia, Letonia y Lituania) para pedir su independencia.
  - 9 de noviembre: Caída del muro de Berlín, suponiendo el principio del fin de la Guerra Fría.
  - Final del régimen de Ceaucescu en Rumanía, quien es ejecutado junto a su esposa, Elena.
  - Václav Havel es elegido presidente de Checoslovaquia.
- Brutal ofensiva terrorista del cartel de Medellín en Colombia:
  - Magnicidio del candidato presidencial, Luis Carlos Galán.
  - Asesinadas 107 personas en un atentado en un Boeing 727 de Avianca
  - Asesinadaas 60 personas en un ataque terrorista al edificio del DAS en Bogotá.
- Durante el año 1989:
  - Retirada de las tropas soviéticas de Afganistán y de las tropas vietnamitas de Camboya.
- Muere Hirohito, el emperador de la Era Shōwa de Japón después de 64 años. Lo sucede su hijo Akihito, comenzando la Era Heisei.
- Golpe de Estado en Paraguay con la consecuente caída del régimen militar del presidente Alfredo Stroessner, luego de gobernar casi 35 años.
- Se produce el Caracazo contra el recién electo presidente de Venezuela Carlos Andrés Pérez que se saldó con 290 muertos y 3000 desaparecidos.
- Represión y matanza en la plaza de Tian'anmen de Pekín (China).
- Muere Ruhollah Jomeini, líder supremo de Irán y es sucedido por Alí Jamenei.
- 1989-1999: Carlos Menem, presidente de la Argentina.
- Abatido el narcotraficante Gonzalo Rodríguez Gacha, miembro del Cartel de Medellín.
- Los Estados Unidos invade Panamá, con el propósito de capturar al general Manuel Antonio Noriega, gobernante de facto de Panamá.
- La NASA lanza las sondas espaciales Galileo y Magallanes.
- Principales referencias: [4] [5]

## Otros acontecimientos en el mundo

### 1980
- Perú:
  - Fernando Belaúnde Terry, presidente de Perú. Fin del gobierno militar.
  - Inicia la época del terrorismo o conflicto armado interno del país andino.
- Corea del Sur: Masacre de Gwangju.
- Ted Turner funda la CNN.
- Comienzan las excavaciones arqueológicas en la antigua Ágora de Atenas, cuya esquina noroeste fue ubicada a ambos lados y debajo de la moderna calle Adrianou. Fueron identificados los edificios conocidos por las obras literarias clásicas: Stoa Poikilé y Stoa Basileios, así como el río Erídano (Atenas) y el Desagüe grande.
- El arquitecto mexicano, Luis Barragán recibe el Premio Pritzker.

### 1981
- Primera edición de los premios Príncipe de Asturias.
- La guerra del fin del mundo de Mario Vargas Llosa.
- Inicio de las trasmisiones del canal de televisión MTV, que marcó el inicio de una nueva era en la música.
- Puesta en servicio del TGV (Tren a Gran Velocidad) que realiza el trayecto de París a Lyon.
- Gerd Binnig y Heinrich Rohrer: el microscopio de efecto túnel.

### 1982
- La Santa Sede y el Reino Unido restablecen relaciones diplomáticas tras cuatro siglos de distanciamiento.
- El presidente de México, José López Portillo decreta la nacionalización de la banca.
- 1982-1988: Miguel de la Madrid (PRI), presidente de México.

### 1983
- Tropas estadounidenses desembarcan en la isla de Granada.
- En Brasil, el trofeo original de la Copa Mundial de Fútbol Jules Rimet, es robado durante una exhibición.
- Se estrena a nivel mundial Thriller, el vídeo musical de Michael Jackson, considerado «el vídeo musical más exitoso» por el Libro Guinness de los récords.

### 1984
- 1984-1989: Jaime Lusinchi, presidente de Venezuela.
- Ronald Reagan es reelegido presidente de los Estados Unidos.
- Operación Moisés para trasladar a Israel a judíos etíopes de Sudán.
- Verso Prometeo de Luigi Nono.

### 1985
- Argentina: Comienza el Juicio a las Juntas como iniciativa del presidente Raúl Alfonsín para procesar a las tres juntas militares de gobierno acusadas de cometer crímenes de lesa humanidad.
- Aviones israelíes bombardean el cuartel general de la OLP en Túnez.
- El grupo musical Wham!, conformando por George Michael y Andrew Ridgeley, se convierte en el primer grupo musical occidental en dar un concierto en China, anticipándose a los Rolling Stones y Queen.
- Un terremoto en la ciudad chilena de Algarrobo causó 178 muertos.

### 1986
- 1986-1992: Corazón Aquino, presidenta de Filipinas.
- 7 de septiembre: Intento de magnicidio a Augusto Pinochet.
- Johannes Georg Bednorz y Karl Alexander Müller: descubrimiento de la supraconductividad a alta temperatura.

### 1987
- Túnez: Destitución de Habib Burguiba.
- Óscar Arias Sánchez, premio Nobel de la Paz.
- La Noche sagrada de Tahar Ben Jelloun.

### 1988
- 1988-1994: Carlos Salinas de Gortari se convierte en presidente de México luego de unas polémicas elecciones.
- Breve historia del tiempo de Stephen Hawking.
- Primer telescopio con óptica activa, en Chile.

### 1989
- 1989-1993: El republicano George Bush, presidente de los Estados Unidos.
- 1989-1993: Carlos Andrés Pérez, es electo por segunda vez como presidente de Venezuela.
- España: Estreno de las cadenas generalistas Antena 3 y Telecinco.
- Puesta en servicio del LEP (gran colisionador de electrones positrones) en Cern.
- Sobrevuelo de Neptuno por la sonda Voyager 2 (Estados Unidos).

## Ciencia y tecnología

### Biología y medicina
La década de 1980 tuvo muchos avances fundamentales en medicina y biología. El primer embarazo subrogado de un niño no emparentado tuvo lugar el 13 de abril de 1986, en Michigan.  Las primeras plantas de tabaco modificadas genéticamente (Nicotiana) se cultivaron en China en 1988.
Las técnicas de terapia genética se establecieron a finales de la década de 1980, lo que permitió que el marcado genético y la terapia genética se convirtieran en una posibilidad, ambas realizadas por primera vez en seres humanos en mayo de 1989 y septiembre de 1990, respectivamente.

### Electrónica y computadoras
Los juegos de arcade y los videojuegos habían ido creciendo en popularidad desde finales de la década de 1970, y en 1982 eran una industria importante. Pero una variedad de factores, incluido un exceso de juegos de baja calidad y el auge de las computadoras hogareñas, provocaron una tremenda crisis a finales de 1983. Durante los tres años siguientes, el mercado de los videojuegos prácticamente dejó de existir en Estados Unidos. Pero en la segunda mitad de la década, sería revivido por Nintendo, cuya consola Famicom y su mascota Mario habían estado disfrutando de un éxito considerable en Japón desde 1983. Rebautizada como Nintendo Entertainment System (NES), en 1989 acapararía el 90% del mercado de videojuegos estadounidense. Se considera que la década de 1980 fue la en la que los videojuegos alcanzaron una popularidad masiva. En 1980, Pac-Man se introdujo en los arcades y se convirtió en uno de los videojuegos más populares de todos los tiempos. También en 1980 se creó Game & Watch, no era uno de los sistemas de juego más conocidos, pero facilitaba minijuegos y era concurrente con la NES. Donkey Kong, lanzado en 1981, fue un gran éxito en los arcades y un gran avance en el mercado para Nintendo. Super Mario Bros., Super Mario Bros. 2, Super Mario Bros. 3, The Legend of Zelda y la serie Mega Man se convertirían en grandes éxitos para la consola.

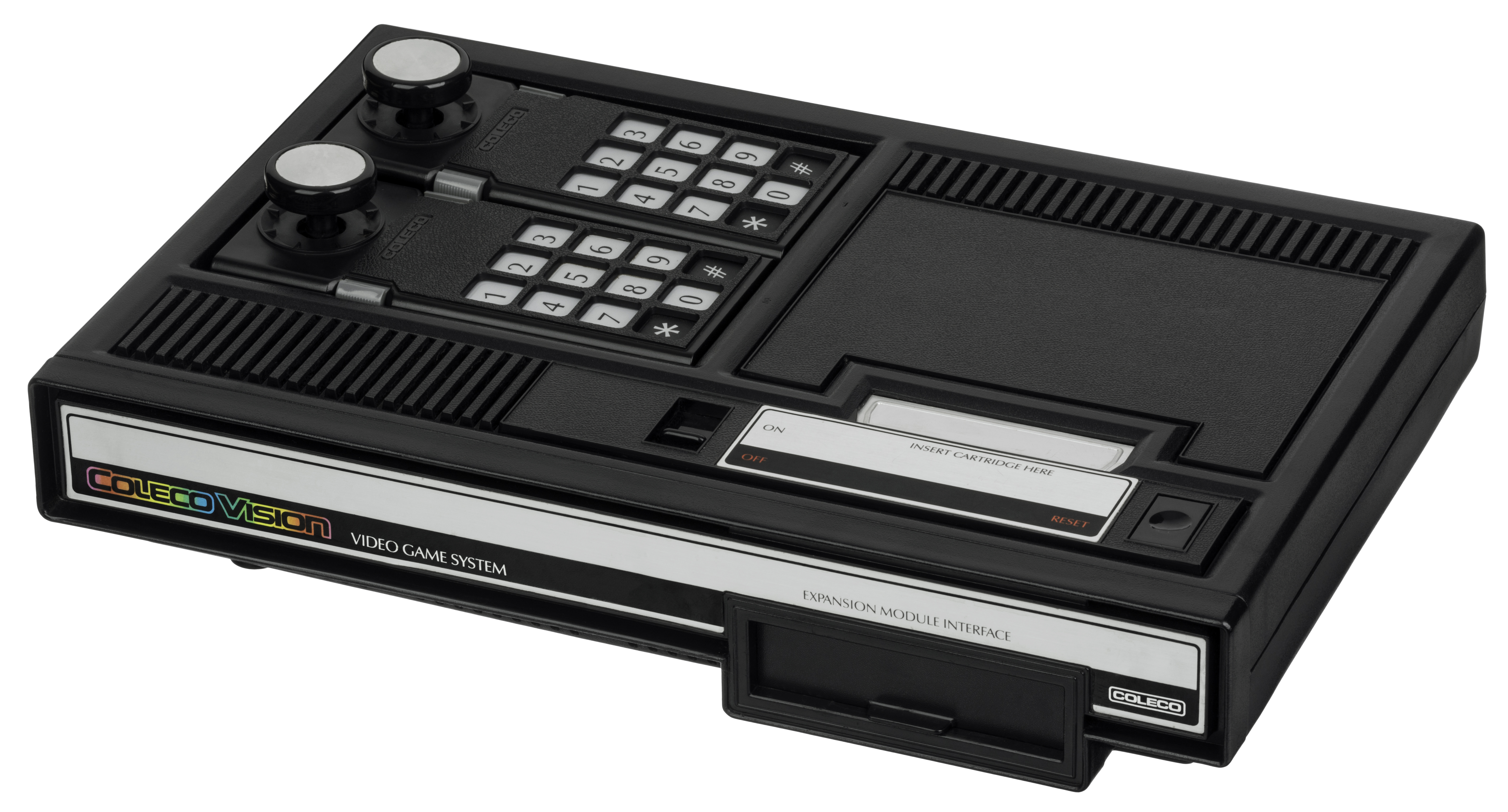
El sistema de videojuegos ColecoVision .
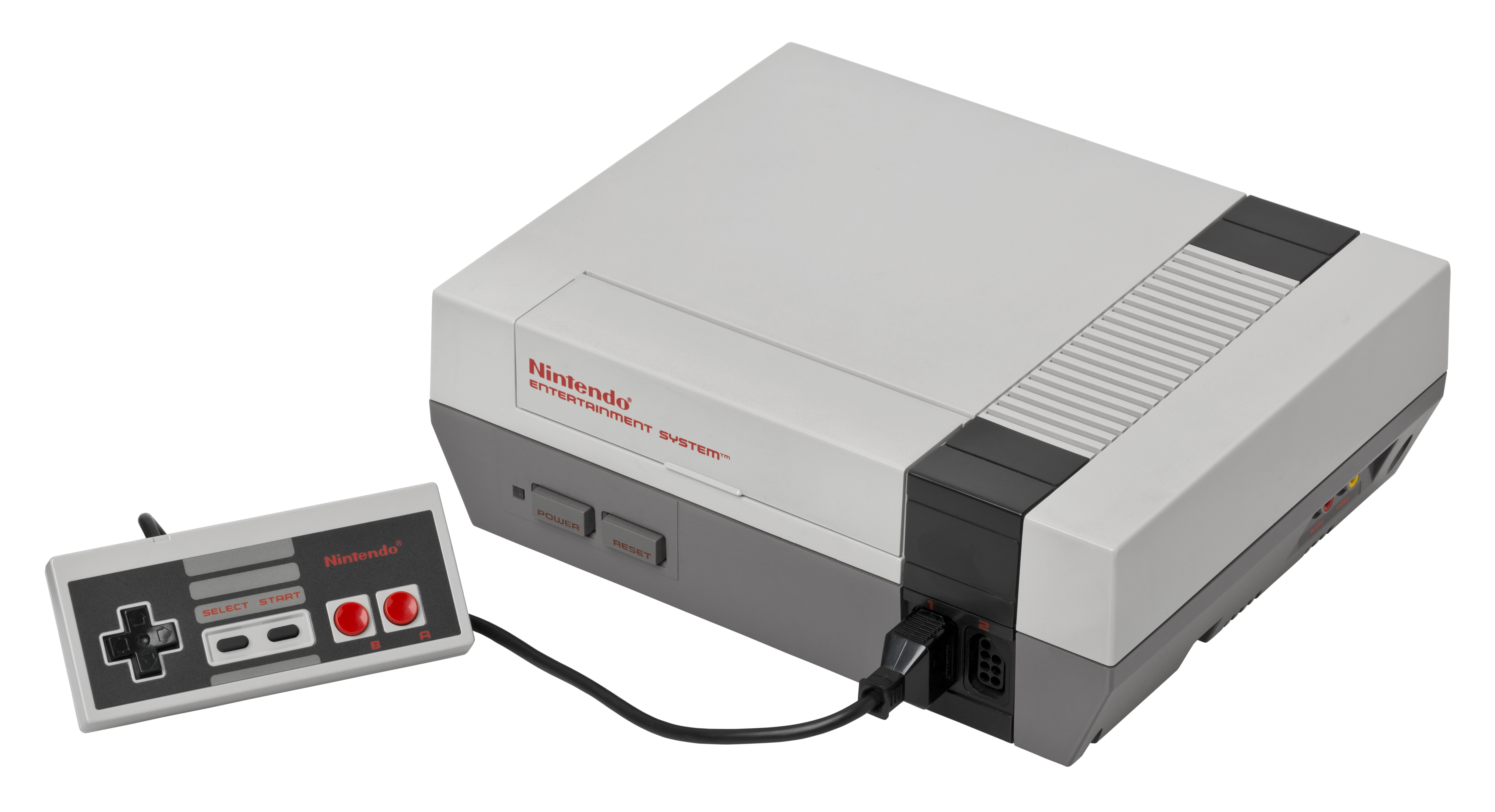
El Control Deck del Nintendo Entertainment System .
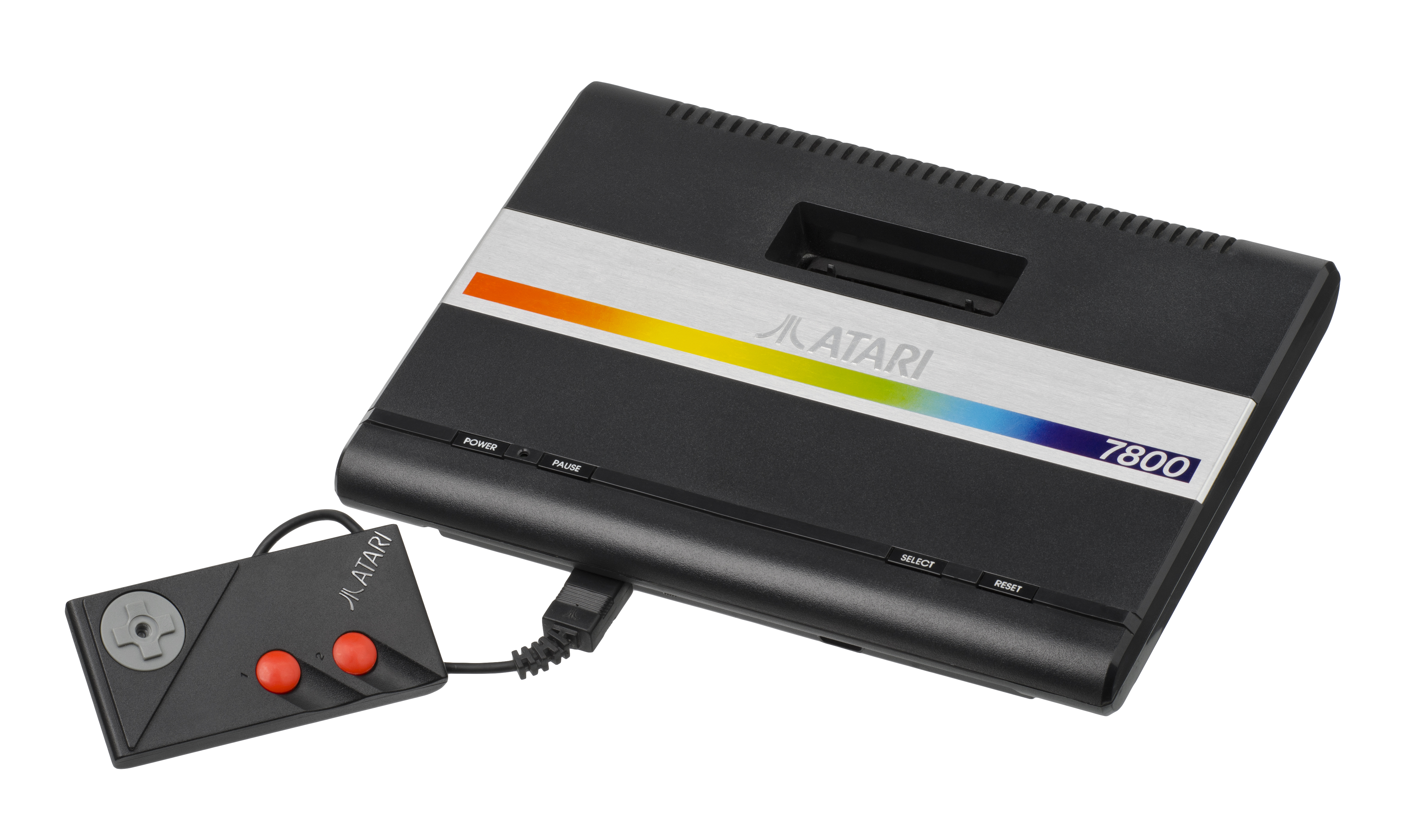
Sistema Atari 7800 (sistema PAL con controlador joypad).
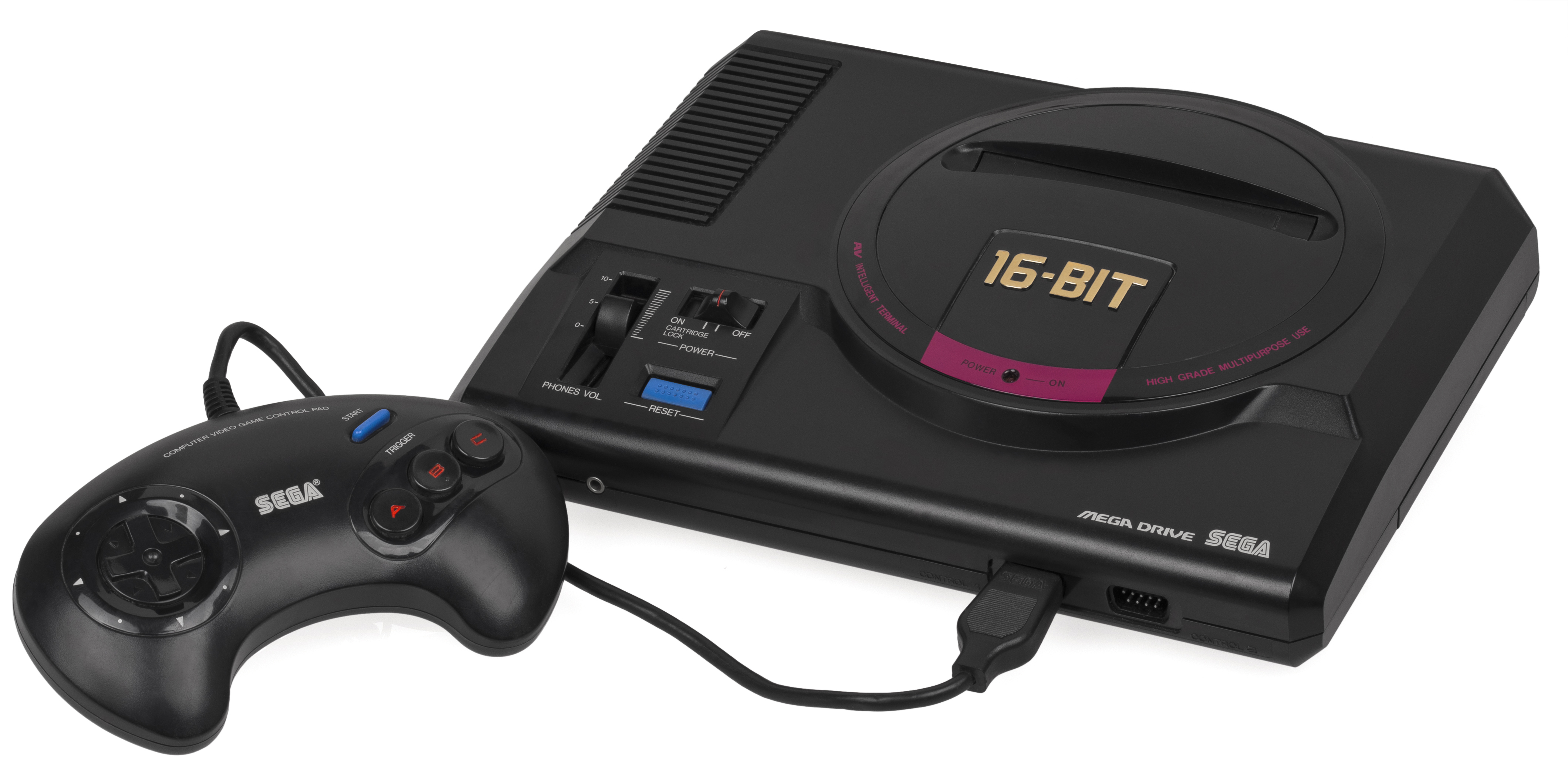
Mega Drive, conocida como Genesis en Norteamérica, sucedió a la Master System .

La computadora personal experimentó un crecimiento explosivo en la década de 1980, pasando de ser un juguete para aficionados a un producto de consumo completo. La IBM PC, lanzada en 1981, se convirtió en la computadora dominante para los usuarios profesionales. Commodore creó las computadoras domésticas más populares de las generaciones de 8 y 16 bits. El estándar MSX fue la plataforma informática dominante en Japón y en la mayor parte de Asia. Apple Computer reemplazó sus modelos Apple II y Lisa al presentar la primera computadora Macintosh en 1984. Fue la primera computadora personal comercialmente exitosa que utilizó una interfaz gráfica de usuario (GUI) y un mouse, que comenzaron a convertirse en características generales de las computadoras después de mediados de la década. La electrónica y las computadoras también estuvieron a la vanguardia de la industria publicitaria, con muchos comerciales como "1984" de Apple logrando aclamación y relevancia en la cultura pop.

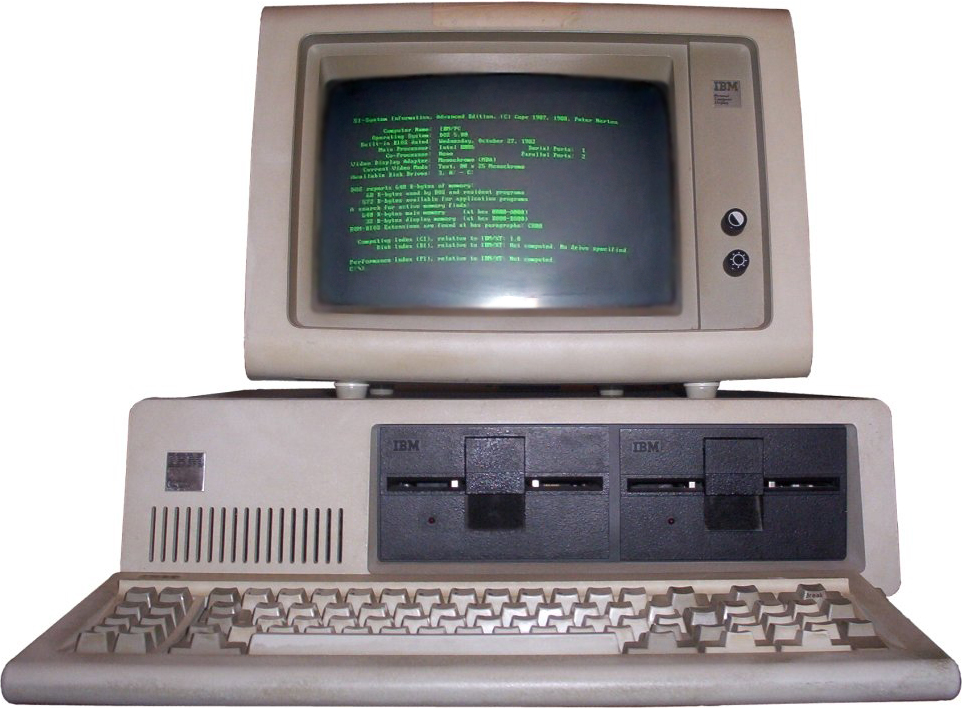
La IBM PC (modelo 5150) se lanzó en 1981. Esta y sus sistemas compatibles se convertirían en las computadoras más utilizadas del mundo.
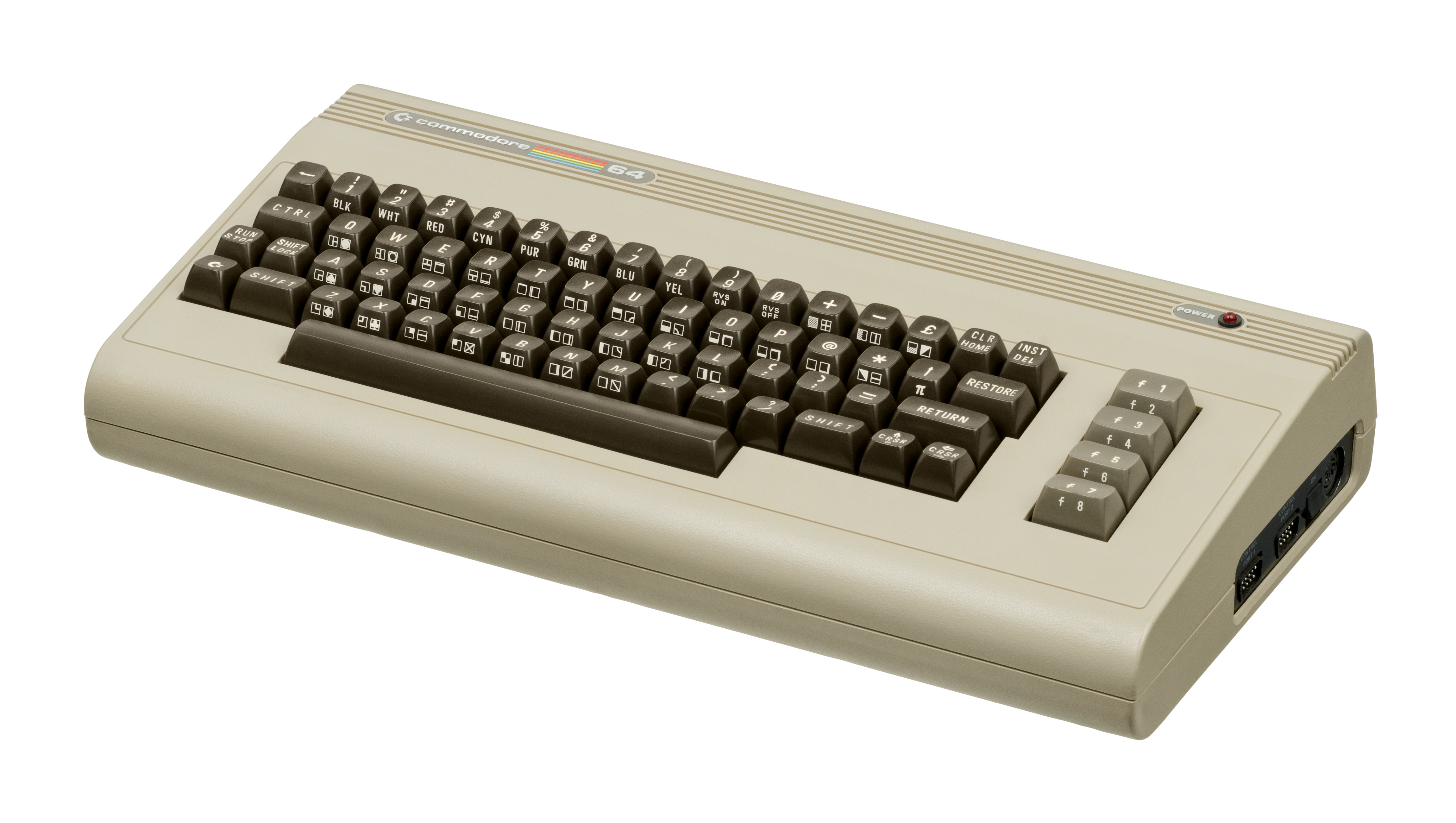
El Commodore 64, con unas ventas estimadas en más de 17 millones de unidades entre 1982 y 1994, se convirtió en el modelo de ordenador más vendido de todos los tiempos.
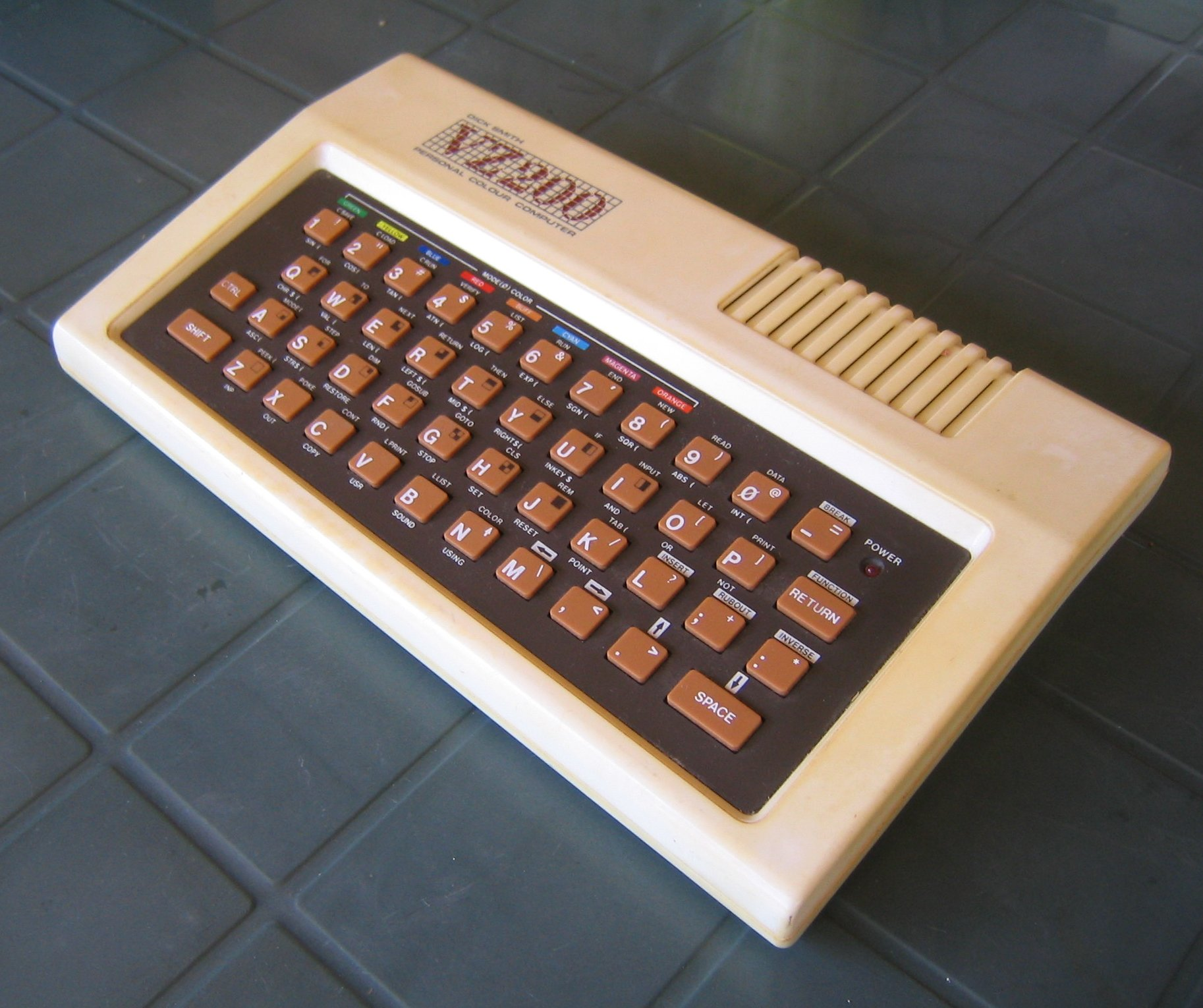
VTech Laser 200, computadora doméstica de 8 bits de 1983
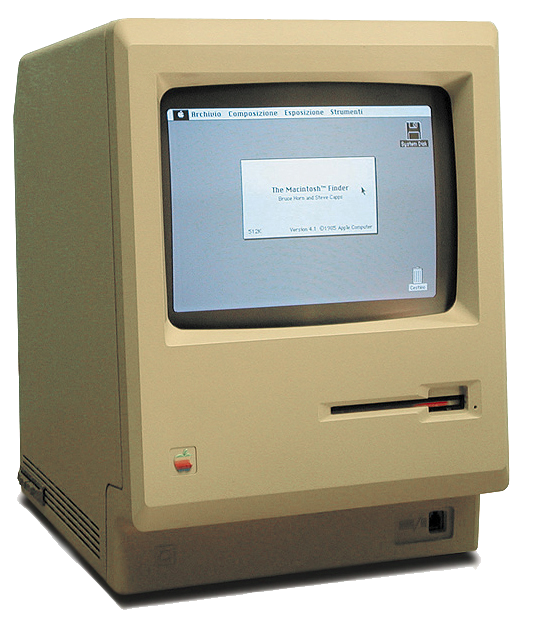
La Macintosh 128K, la primera computadora personal comercialmente exitosa que utilizó una interfaz gráfica de usuario, se presentó al público en 1984.
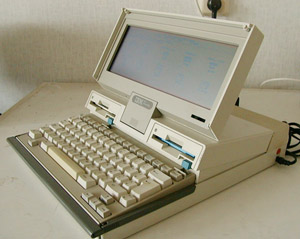
El IBM PC Convertible (modelo 5140; 1986), el primer portátil compatible con IBM PC y el primero en usarse Disquetes pulgadas.
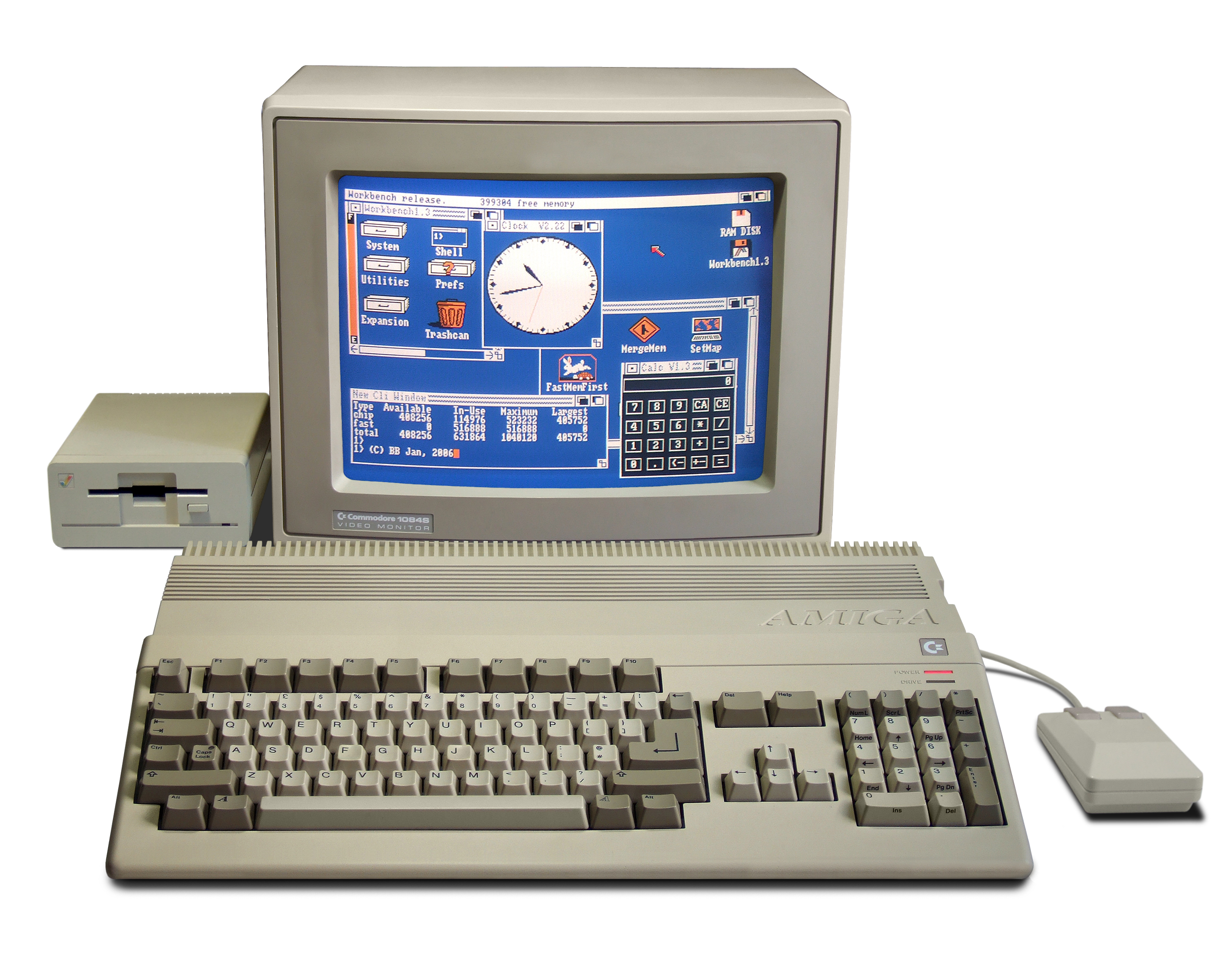
El Amiga 500, el primer ordenador personal/doméstico multimedia de gama baja de 16 y 32 bits, se presentó en octubre de 1987.
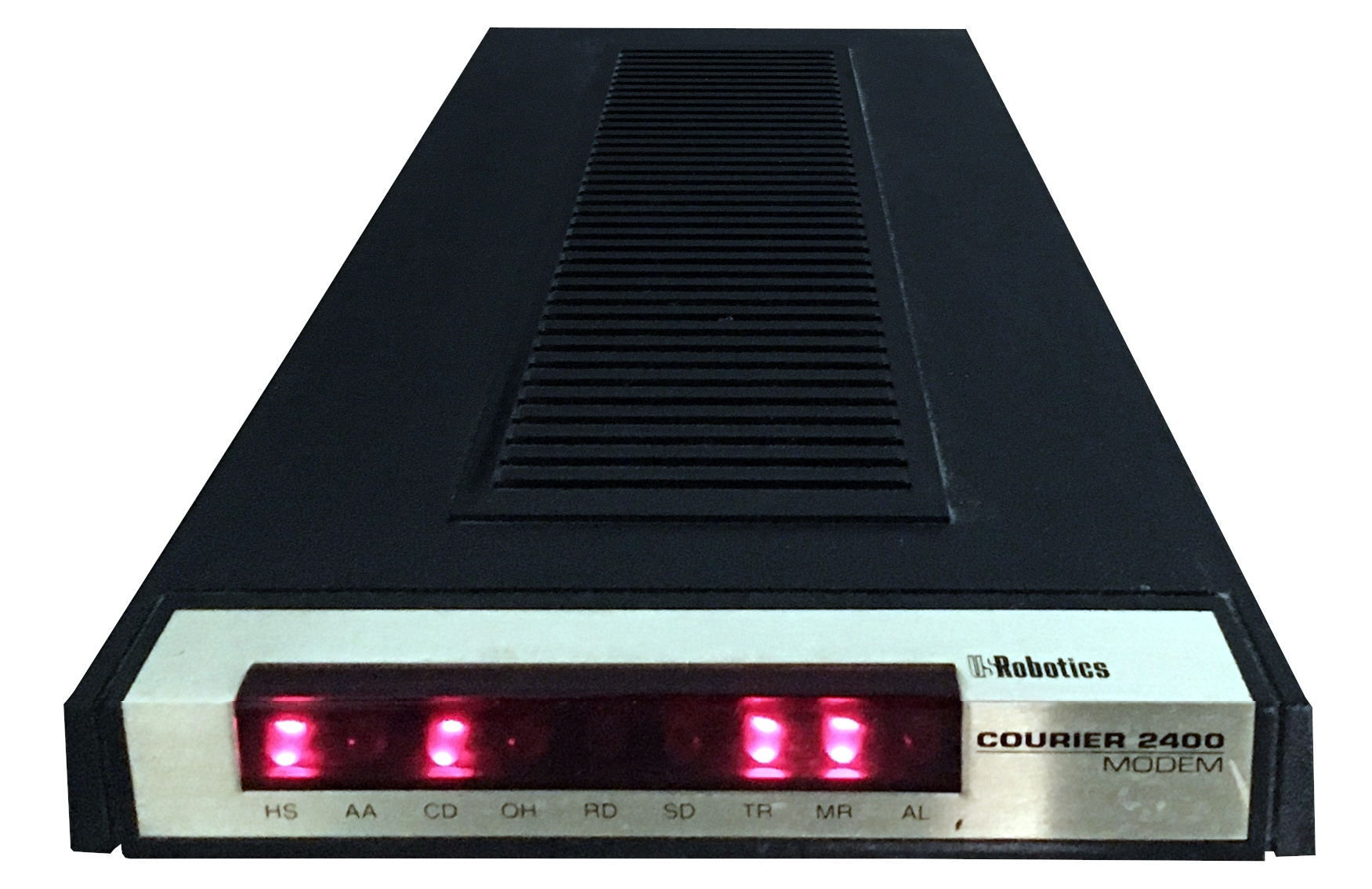
Módem telefónico US Robotics Courier 2400

Los walkman y los boomboxes, inventados a fines de la década de 1970, se volvieron muy populares cuando se introdujeron en varios países a principios de la década de 1980 y tuvieron un profundo impacto en la industria de la música y la cultura juvenil. Los VCR para consumidores y las tiendas de alquiler de videos se volvieron comunes cuando el VHS derrotó al estándar Betamax, competidor. Además, a principios de la década de 1980, varias empresas comenzaron a vender al público sintetizadores compactos y de precio modesto. Esto, junto con el desarrollo de la Interfaz Digital de Instrumentos Musicales (MIDI), facilitó la integración y sincronización de sintetizadores y otros instrumentos electrónicos, como cajas de ritmos, para su uso en la composición musical. La televisión de alta definición (HDTV), tanto en su versión analógica como digital, se desarrolló por primera vez en la década de 1980, aunque su uso no se generalizó hasta mediados de la década de 2000.
En 1981, Hayes Microcomputer Products comenzó a vender el Smartmodem. El Smartmodem sentó las bases para los módems modernos que existen hoy en día, principalmente porque fue el primer módem en transformar lo que antes requería un proceso de dos etapas en un proceso que involucraba solo una etapa. El Smartmodem contribuyó al aumento de la popularidad de los sistemas BBS en la década de 1980 y principios de la de 1990, que eran la principal forma de conectarse a computadoras remotas y realizar diversas actividades sociales y de entretenimiento antes de que Internet y la World Wide Web finalmente se volvieran populares a mediados de la década de 1990.
La década de 1980 fue testigo de una rápida expansión de la industria de las comunicaciones. Casi una década después de que Martin Cooper, entonces empleado de Motorola, hiciera la primera llamada telefónica móvil en 1973, Millicom Inc., una agencia de telecomunicaciones, y EF Johnson & Co., presentaron el primer teléfono celular portátil disponible comercialmente para su uso en una red celular, el "Lunch Box" en 1981. Dos años más tarde, Motorola lanzó el DynaTAC 8000X o el "Brick", el primer teléfono móvil portátil disponible comercialmente que pesaba 3 libras (1,4 kilogramos). Aunque revolucionarios, estos primeros productos eran voluminosos y difíciles de manipular. Esto generó una feroz competencia en el mercado, con empresas compitiendo por producir un teléfono más liviano y portátil, preparando el escenario para el futuro de la tecnología móvil.

La carrera por una versión más delgada del teléfono celular portátil estaba en marcha, y el empresario tecnológico Jan Stenbeck estaba decidido a liderar la iniciativa. Stenbeck fundó la empresa tecnológica Technophone con un único objetivo en mente: crear un teléfono móvil liviano y de bolsillo. En 1986, bajo la dirección del director ejecutivo de Technophones, Nils Martensson, la empresa presentó el primer teléfono móvil de bolsillo, el Excell PCT105.

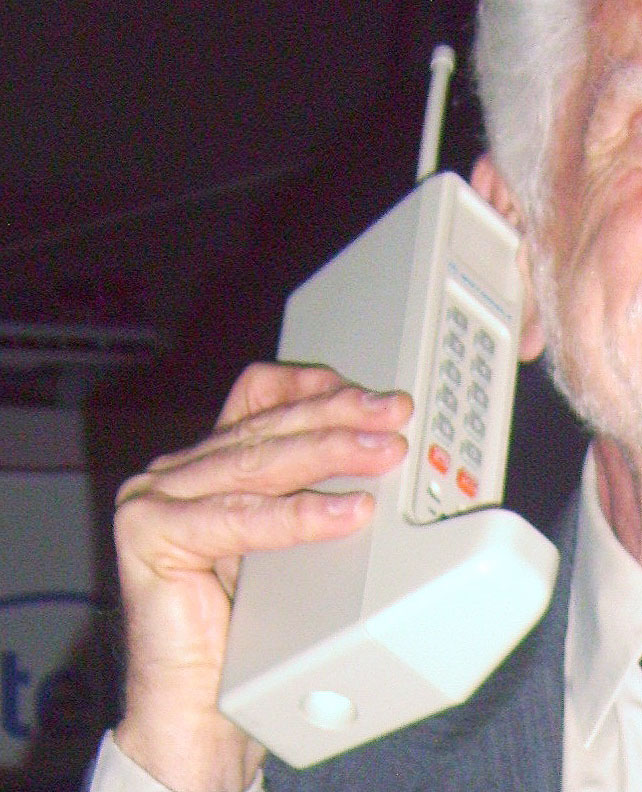
En 1983, el Motorola DynaTAC 8000X se convierte en el primer modelo de teléfono móvil disponible comercialmente.
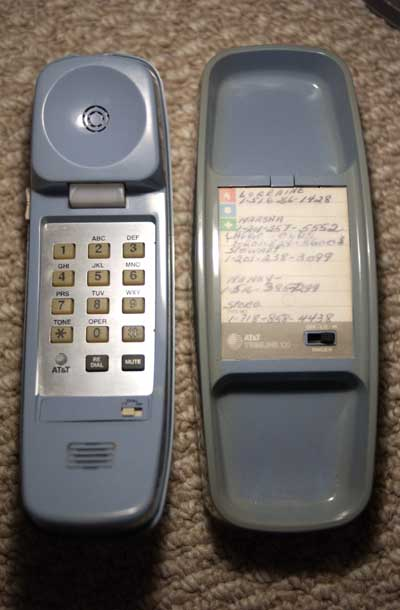
Teléfono Trimline
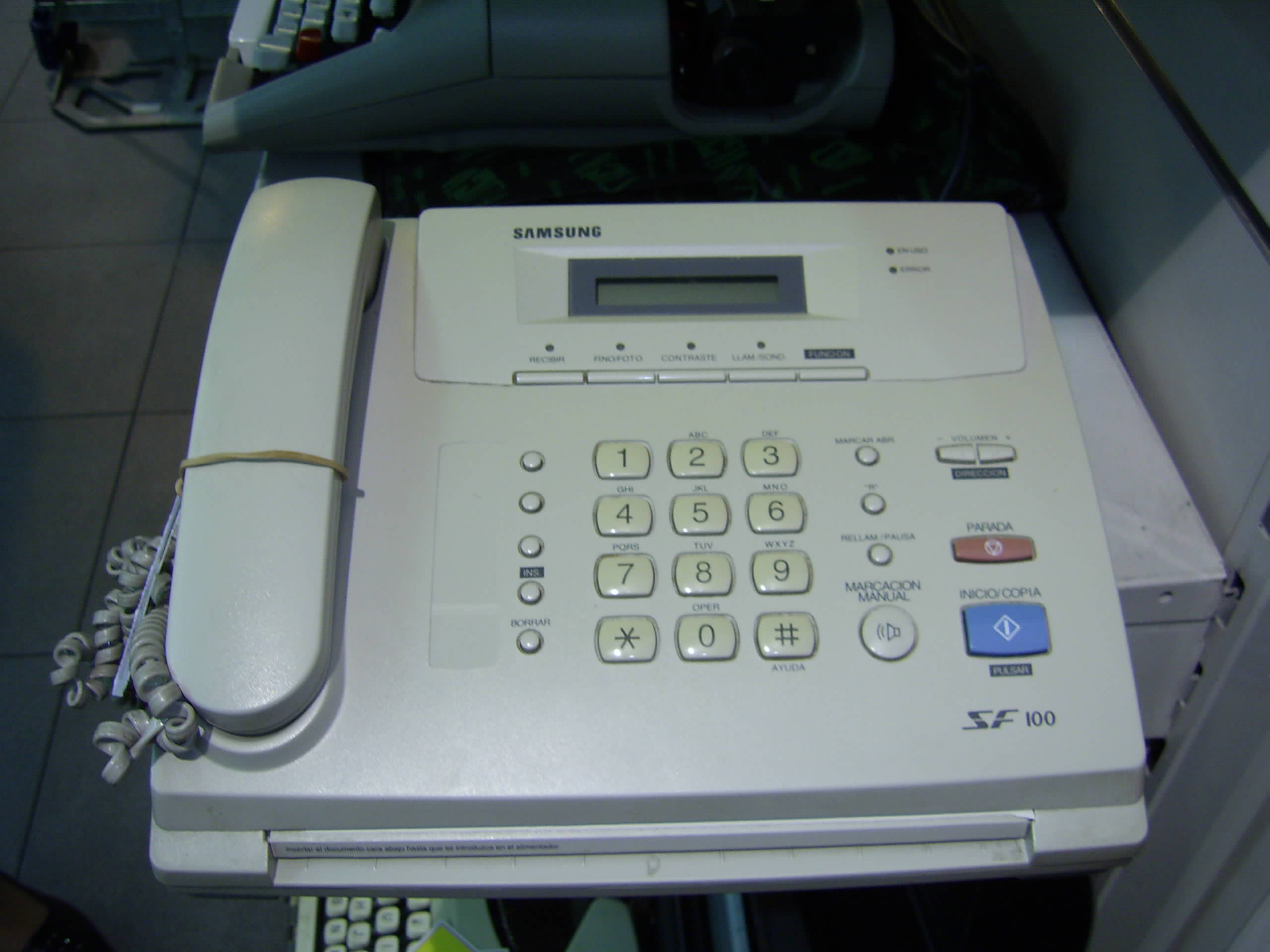
Durante la década, la estandarización de los terminales de fax del Grupo 3 por parte de la Unión Internacional de Telecomunicaciones contribuyó a la importante difusión del fax.
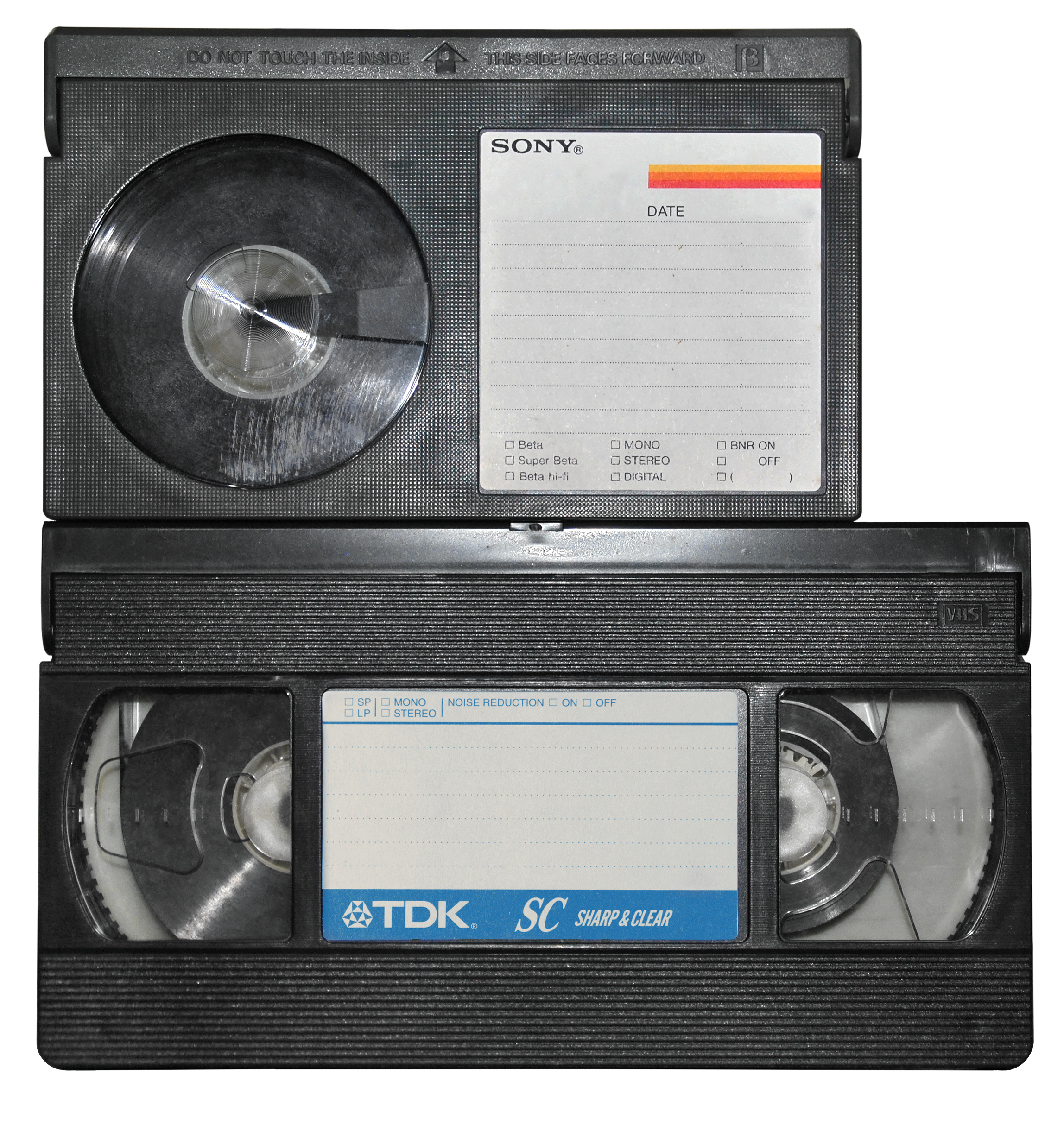
El VHS superó al estándar competidor Betamax y se convirtió en el estándar líder en sistemas de vídeo domésticos.
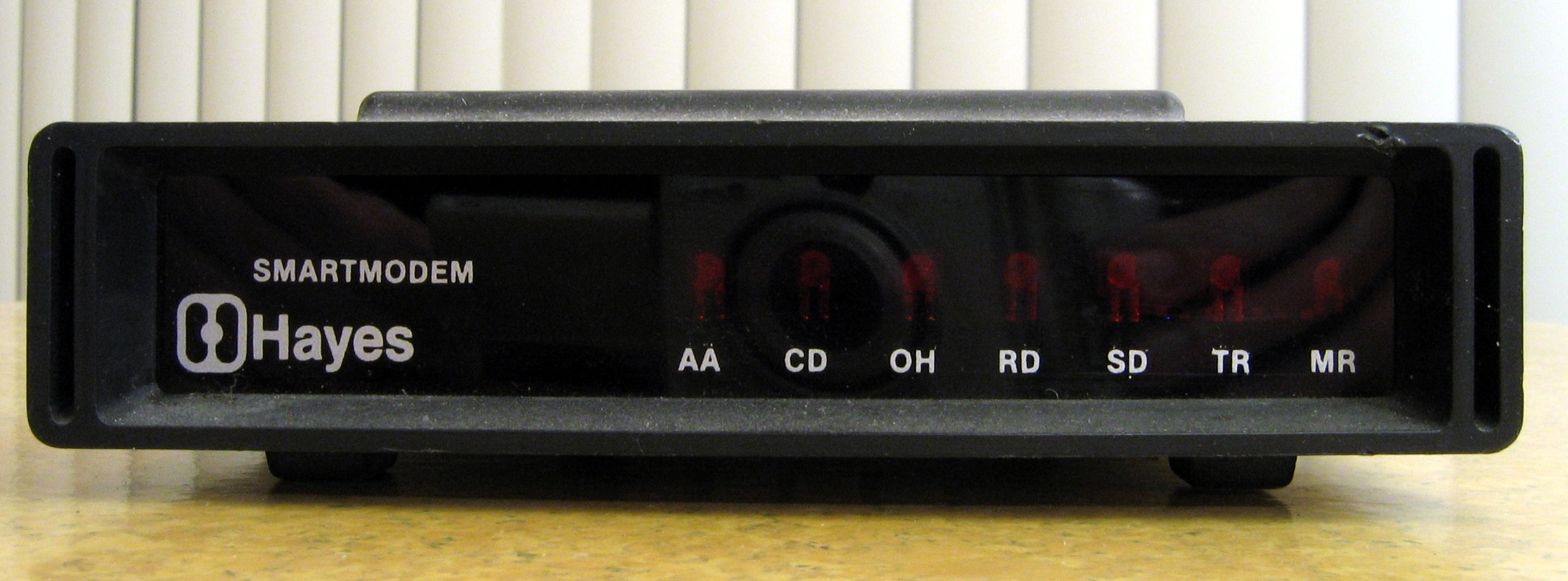
El módem inteligente de Hayes

### Tecnología de informaciones
- Durante la década, Microsoft lanzó los sistemas operativos MS-DOS (1981), Windows 1.0 (1985) y Windows 2.0 (1987).
- Software matemático MathLab, introducido en 1988 por Stephen Wolfram.
- El CD, el CD ("Digital Audio Compact Disc") más básico, fue lanzado en octubre de 1982 para distribución y escucha de audio digital, y en ese momento contenía hasta 74 minutos de música.
- TCP/IP: ARPANET cambió oficialmente su protocolo principal de NCP a TCP/IP el 1 de enero de 1983, cuando se activaron los nuevos protocolos. El protocolo TCP/IP se convertirá en el protocolo de comunicaciones dominante a partir de ese momento y se utilizará como base sobre la que se sustentará Internet.
- El Proyecto GNU (1983). La Fundación para el Software Libre (1985).
- FidoNet – En 1984, se lanzó FidoNet, que permitió a los usuarios de BBS enviar mensajes privados (correos electrónicos) y mensajes públicos (en el foro) entre todos los sistemas BBS que estaban conectados a la red FidoNet, además de enviarse archivos entre sí. El aumento de la popularidad y disponibilidad de Internet en todo el mundo a mediados de la década de 1990 eventualmente contribuyó a la irrelevancia de FidoNet.
- World Wide Web – En 1989, el informático británico Tim Berners-Lee propuso por primera vez a su empleador, el CERN, un proyecto basado en el concepto de hipertexto, para facilitar el intercambio y la actualización de información entre investigadores. A mediados de noviembre de 1989 desarrollaría la primera comunicación exitosa entre un cliente y un servidor de Protocolo de Transferencia de Hipertexto (HTTP) a través de Internet. En los años siguientes, Berners-Lee desarrolló el sistema que más tarde se convertiría en la base de la World Wide Web.

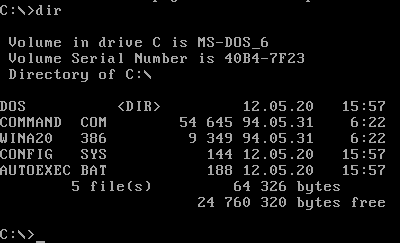
En 1981, Microsoft introdujo el sistema operativo MS-DOS, que se convertiría en el sistema operativo más utilizado del mundo en la década de 1980 y la primera mitad de la de 1990.
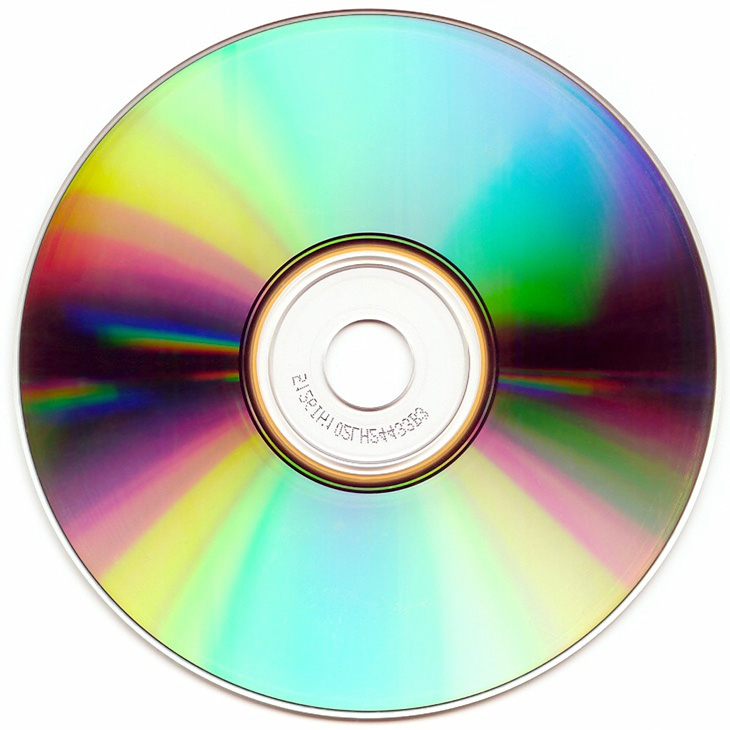
El CD más básico se introdujo por primera vez en octubre de 1982 con el propósito de distribuir y escuchar audio digital.
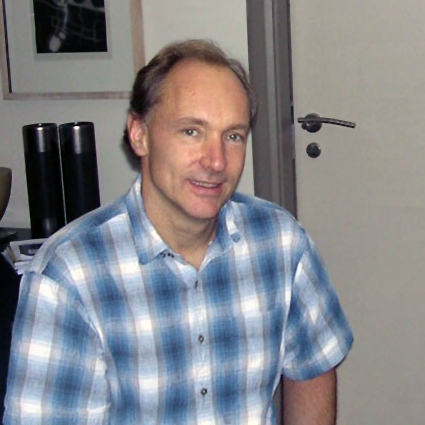
En 1989, el informático británico Tim Berners-Lee propuso por primera vez la World Wide Web, que desarrollaría en los años siguientes.

### Exploración espacial

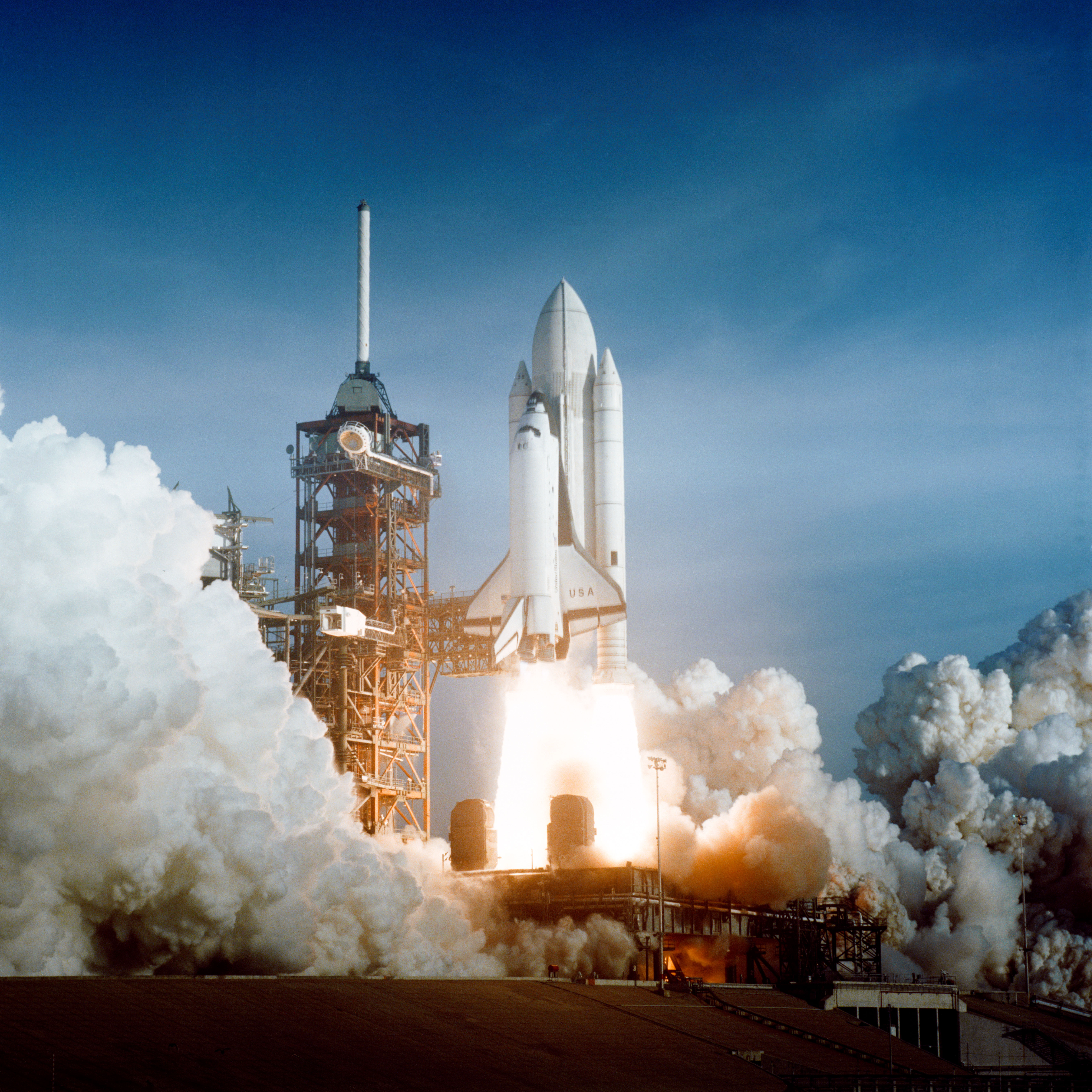
El transbordador espacial Columbia segundos después del encendido del motor, 1981

Las sondas interplanetarias estadounidenses continuaron en la década de 1980, siendo el dúo Voyager el más conocido. Después de sobrevolar Júpiter en 1979, pasaron cerca de Saturno entre 1980 y 1981. La Voyager 2 llegó a Urano en 1986 (apenas unos días antes del desastre del Challenger ) y a Neptuno en 1989, antes de que las sondas abandonaran el Sistema Solar.
En la década de 1980 no se lanzó ninguna sonda estadounidense a Marte, y las sondas Viking, lanzadas allí en 1975, completaron sus operaciones en 1982. Los soviéticos lanzaron dos sondas a Marte en 1988, pero fracasaron. La llegada del cometa Halley en 1986 fue recibida por una serie de sondas soviéticas, japonesas y de la Agencia Espacial Europea (ESA), en concreto la Halley Armada.
Después de una pausa de seis años, los vuelos espaciales estadounidenses con astronautas se reanudaron con el lanzamiento del transbordador espacial Columbia en abril de 1981. A partir de ahí, el programa del transbordador progresó sin contratiempos y entre 1983 y 1985 entraron en servicio tres orbitadores más. Pero todo llegó a su fin con la trágica pérdida del Challenger ( STS-51-L ) el 28 de enero de 1986, llevándose consigo siete astronautas, entre ellos Christa McAuliffe, quien debía ser la primera profesora en el espacio. A la vista de todo el mundo, una junta tórica defectuosa en el cohete propulsor sólido derecho permitió que gases calientes quemaran el tanque de combustible externo y provocaran su explosión, destruyendo el transbordador en el proceso. Se hicieron grandes esfuerzos para mejorar las prácticas de gestión cada vez más descuidadas de la NASA y para hacer que el transbordador fuera más seguro. Los vuelos se reanudaron con el lanzamiento del Discovery en septiembre de 1988.
El programa soviético con cosmonautas funcionó bien durante esa década y sólo sufrió contratiempos menores. La estación espacial Salyut 6, lanzada en 1977, fue reemplazada por Salyut 7 en 1982. Luego llegó la Mir en 1986, que terminó operando durante más de una década, y estaba destinada a ser la última de la línea de estaciones espaciales soviéticas que habían comenzado en 1971. Uno de los últimos "superproyectos" de la Unión Soviética fue el transbordador espacial Buran; sólo se utilizó una vez, en 1988.

## Cultura popular

### Música
En Estados Unidos, se lanzó MTV y los vídeos musicales comenzaron a tener un mayor efecto en la industria discográfica. Artistas y bandas pop como Duran Duran, Michael Jackson, George Michael, Whitney Houston, Prince, Cyndi Lauper y Madonna dominaron el formato y ayudaron a convertir este nuevo producto en un negocio rentable. A principios de la década, la nueva ola cayó en desgracia con el ascenso del Nuevo Romanticismo, nuevos géneros pop y synth pop desarrollados por muchos artistas británicos y estadounidenses, fenómenos populares durante toda la década, especialmente a principios y mediados de los años 1980. La música se fragmentó y se combinó en subgéneros como el house, el goth y el rap metal. Entre los vídeos musicales famosos se incluyen los de Peter Gabriel.
La aparición de numerosas tecnologías nuevas tuvo un impacto significativo en la música de la década de 1980 y dio lugar a una estética de producción distintiva que incluía sonidos de sintetizador, cajas de ritmos y reverberación de batería.
Michael Jackson fue uno de los íconos más destacados de la década de 1980 y su chaqueta de cuero, su guante blanco y su baile Moonwalk fueron a menudo imitados. El álbum de Jackson Thriller de 1982 se convirtió (y sigue siendo) el álbum más vendido de todos los tiempos, con ventas estimadas por varias fuentes entre 65 y 110 millones de copias en todo el mundo. Su álbum Bad de 1987 vendió más de 45 millones de copias y se convirtió en el primer álbum en tener cinco sencillos número uno en el Billboard Hot 100 . Jackson tuvo la mayor cantidad de sencillos número uno a lo largo de la década (9) y pasó la mayor cantidad de semanas en el número uno (27 semanas). Su gira Bad World Tour de 1987 recaudó más de 125 millones de dólares en todo el mundo, convirtiéndose en la gira mundial con mayor recaudación realizada por un artista solista durante la década. Jackson ganó numerosos premios y títulos durante la década de 1980, los más notables de los cuales fueron un récord de ocho premios Grammy y ocho premios American Music Awards en 1984, y el honor de "Artista de la Década" por el presidente estadounidense George H.W. Bush. Se podría decir que Jackson fue la estrella más grande durante ese período y eventualmente vendería más de mil millones de discos en todo el mundo.
Prince fue una estrella popular de la década de 1980 y el artista más exitoso de la década. Su exitoso álbum 1999, lanzado en 1982, produjo tres éxitos entre los diez primeros y el álbum en sí se ubicó en el número nueve en el Billboard 200. Su sexto álbum de estudio, Purple Rain, fue un éxito internacional, impulsando a Prince al estrellato y vendiendo más de 25 millones de copias en todo el mundo. El álbum produjo los sencillos número uno en Estados Unidos, «When Doves Cry» y «Let's Go Crazy», y vendió 13 millones de copias en Estados Unidos en 1996. Prince lanzó un álbum cada año durante el resto de la década, todos figurando entre los diez primeros, con la excepción de Lovesexy. Vendió más de 120 millones de discos en todo el mundo y ganó siete premios Grammy.
Madonna y Whitney Houston fueron artistas femeninas innovadoras de la década. El sintetizador de teclado y la caja de ritmos estuvieron entre los instrumentos más populares de la música durante la década de 1980. Después de la década de 1980, los instrumentos electrónicos continuaron siendo el componente principal del pop convencional.
Entre los músicos de synth pop y nuevo pop se incluyen Eurythmics, Pet Shop Boys, Spandau Ballet, A Flock of Seagulls, INXS, Ultravox, Men Without Hats, Icehouse, Toni Basil, OMD, Visage, Alphaville, A-ha, Talk Talk y Depeche Mode. Las bandas de pop rock incluyeron Tears for Fears y Transvision Vamp. Las bandas de ska incluyeron a Madness y The Specials.
El hard rock, heavy metal y glam metal se convirtieron en algunos de los géneros musicales más dominantes de la década, alcanzando su apogeo con la llegada de bandas como Mötley Crüe, Guns N' Roses, Metallica, Iron Maiden, Bon Jovi, Def Leppard, Poison, Europe, Megadeth, Slayer, Sepultura, Anthrax y guitarristas virtuosos como Joe Satriani e Yngwie Malmsteen. La escena también ayudó a artistas y bandas de hard rock de los años 70 como AC/DC, Heart, Ozzy Osbourne, Black Sabbath, Aerosmith, Alice Cooper, Blue Öyster Cult, Deep Purple, Queen, Van Halen, KISS, Ronnie James Dio, Rush y Judas Priest a llegar a una nueva generación de fans.
La década de 1980 también fue conocida por el aumento de la popularidad de las parodias de canciones, una tendencia liderada por el músico paródico "Weird Al" Yankovic. Fue más conocido por sus parodias de Michael Jackson "Eat It" y "Fat", así como otras parodias como "Another One Rides The Bus" (parodia de "Another One Bites The Dust" de Queen).
En 1989, la escena del hip hop había evolucionado, ganando reconocimiento y exhibiendo una mayor influencia en la industria de la música. Este período de tiempo también se considera parte de la época dorada del hip hop. Los Beastie Boys, Public Enemy, Run-D. MC, Grandmaster Flash, the Furious Five, NWA, LL Cool J, De La Soul, A Tribe Called Quest, Ice-T, DJ Jazzy Jeff & The Fresh Prince, Tone Lōc, Biz Markie, The Sugarhill Gang y otros experimentaron el éxito en este género.
La música country avanzó hacia un nuevo reino de popularidad con atractivo para los jóvenes y marcas récord. Artistas innovadores como Alabama, Hank Williams Jr., Reba McEntire, George Strait, Ricky Skaggs y Randy Travis lograron múltiples discos de platino y premios, anticipando la explosión de popularidad del género en la década de 1990. Leyendas del country de décadas pasadas, como George Jones, Waylon Jennings, Willie Nelson, Conway Twitty, Kenny Rogers, Dolly Parton, Merle Haggard, Don Williams, Crystal Gayle, Ronnie Milsap y los Statler Brothers, siguieron siendo populares y continuaron logrando éxitos durante toda la década.
El estilo techno de música electrónica de baile surgió en Detroit, Michigan, a mediados y fines de la década de 1980. El estilo de música house, otra forma de música electrónica de baile, surgió en Chicago, Illinois, a principios de la década de 1980. Se popularizó inicialmente a mediados de la década de 1980 en las discotecas que atendían a las comunidades afroamericana, latina y gay, primero en Chicago, luego en la ciudad de Nueva York y Detroit. Finalmente llegó a Europa antes de integrarse en la música pop y dance mundial.
Las principales bandas de punk rock incluyeron a Black Flag, Minor Threat, Suicidal Tendencies y Minutemen. El punk rock dio origen a muchos subgéneros como el hardcore, que a su vez dio origen a algunos movimientos de contracultura, especialmente el movimiento Straight Edge que comenzó a principios de los años 1980. El rock universitario se popularizó en la escena underground de los años 1980 en un movimiento nacional con un marcado enfoque "hazlo tú mismo". Bandas como Pixies, REM, The Replacements, Sonic Youth, XTC, The Smiths, Echo & the Bunnymen, The Stone Roses, The Jesus and Mary Chain, etc. tuvieron éxito en este género. La década de 1980 también vio el nacimiento del género grunge, con la llegada de bandas como Soundgarden y Nirvana.

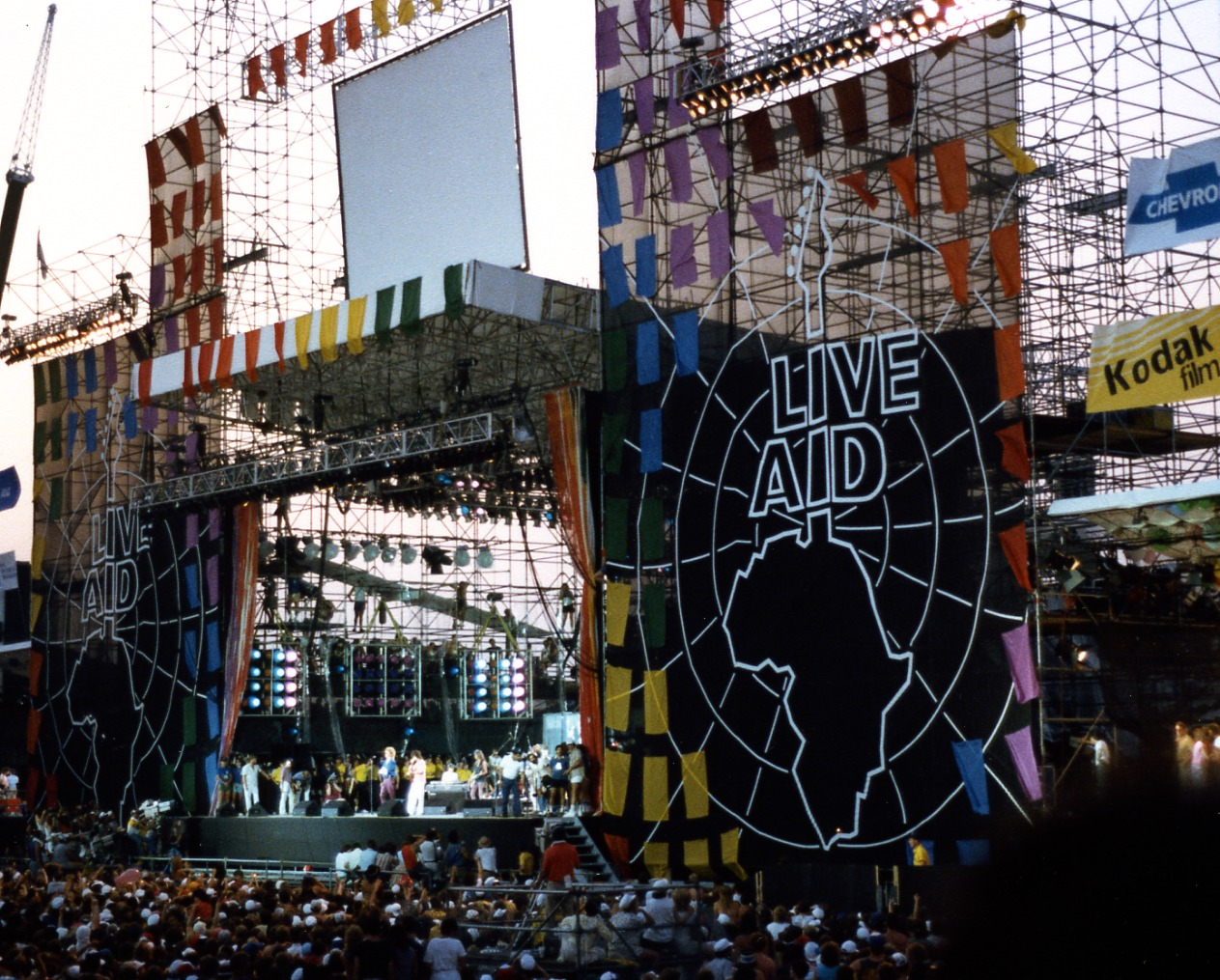
Concierto Live Aid en el estadio JFK de Filadelfia en 1985.

Soda Stereo en 1984.

El ex Beatle John Lennon y Yoko Ono lanzaron su álbum conjunto número 1 Double Fantasy en noviembre de 1980. Este fue el último álbum de Lennon antes de su asesinato en diciembre de 1980. Led Zeppelin se disolvió después de la muerte del baterista John Bonham en 1980. Brian Johnson se convirtió en el cantante principal de AC/DC después de que su predecesor Bon Scott muriera en 1980. El músico de reggae Bob Marley murió de un melanoma lentiginoso en la piel en 1981. El cantante de Motown Marvin Gaye fue asesinado a tiros por su padre en 1984. Los accidentes aéreos mataron al guitarrista de Ozzy Osbourne, Randy Rhoads, en 1982, y a Kyu Sakamoto en 1985. Karen Carpenter murió por complicaciones de la anorexia nerviosa en 1983. Su muerte provocó una amplia atención e investigación sobre los trastornos alimentarios y la dismorfia corporal. Otras muertes incluyen a Tim Hardin en 1980, Harry Chapin en 1981, el bajista de Metallica Cliff Burton en 1986, Andy Gibb en 1988 y Hibari Misora en 1989.
En 1984, se formó el supergrupo británico Band Aid para recaudar ayuda y generar conciencia sobre la difícil situación económica de Etiopía. En 1985, el concierto Live Aid, en el que participaron muchos artistas, promovió la atención y la acción para enviar ayuda alimentaria a Etiopía, cuyo pueblo sufría una gran hambruna.
El rock argentino alcanzó su máxima popularidad y éxito comercial. Bandas argentinas como Soda Stereo fueron ampliamente aclamadas en toda América Latina. La cultura underground de Buenos Aires creó muchas bandas que se convertirían en nombres familiares, como la banda de reggae rock Sumo y el post-punk Los Redondos. Charly García dejó su supergrupo Seru Giran y comenzó una exitosa carrera como solista con el álbum de rock argentino Clics Modernos. Luis Alberto Spinetta también prosperó como músico solista, mientras que Andrés Calamaro, junto a Miguel Abuelo, lideró Los Abuelos de la Nada, que luego compondrían Mil Horas, un himno del rock en todo el mundo hispanohablante.

### Cine

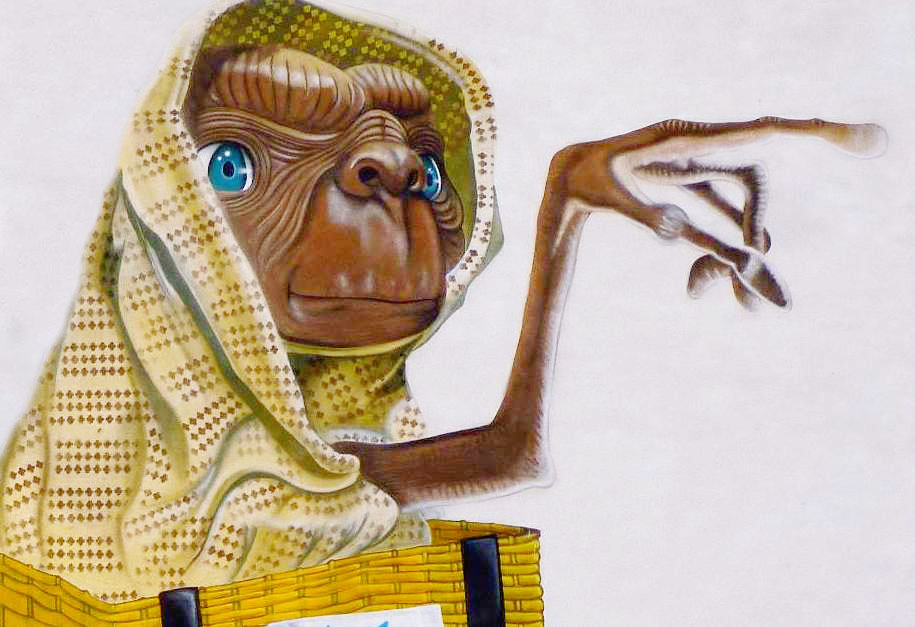
La película más taquillera de la década fue E.T, el extraterrestre de 1982.

La década de 1980 vio el regreso de las películas impulsadas por los estudios, provenientes de la era del Nuevo Hollywood impulsada por los cineastas de la década de 1970. Fue este período cuando ganaron popularidad las películas de "alto concepto", en las que las películas debían ser fácilmente comercializables y comprensibles y, por lo tanto, tenían tramas cinematográficas cortas que podían resumirse en una o dos oraciones. La superproducción moderna de Hollywood fue el formato cinematográfico más popular desde la década de 1980. Al productor Don Simpson se le suele atribuir la creación de la imagen de alto concepto de la superproducción moderna de Hollywood. A mediados de la década de 1980, una ola de directores británicos, entre ellos Ridley Scott, Alan Parker, Adrian Lyne y Tony Scott (este último dirigió varias películas de Don Simpson), marcaron el comienzo de una nueva era de éxitos de taquilla utilizando las habilidades para complacer al público que habían perfeccionado en los comerciales de televisión del Reino Unido.

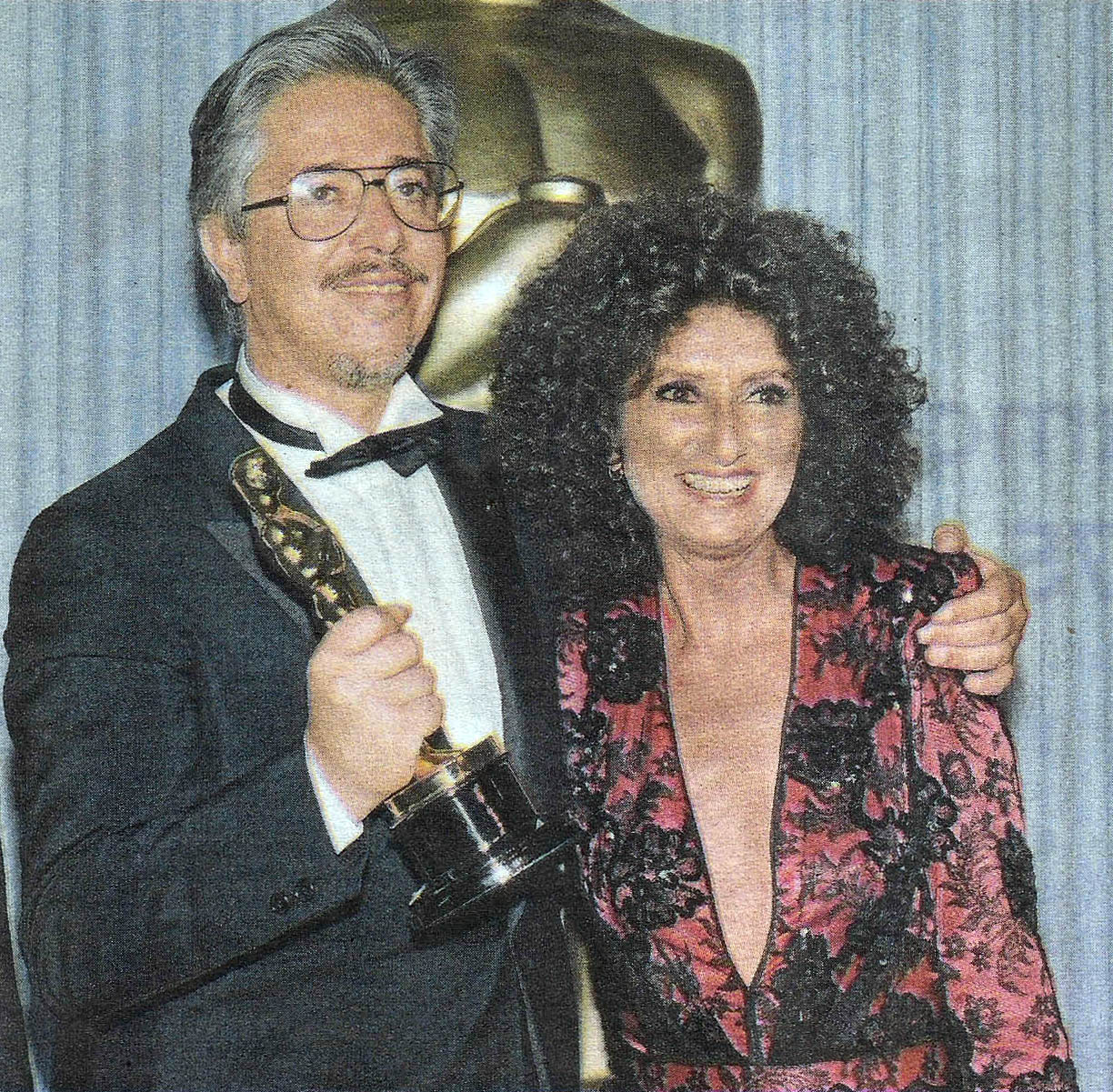
El director Luis Puenzo y la actriz argentina Norma Leandro celebran el Oscar ganado por La Historia Oficial en la 58ª edición de los Premios Oscar.

Un avance significativo en el negocio de los medios domésticos es la creación de The Criterion Collection en 1984, una compañía estadounidense "dedicada a reunir las mejores películas de todo el mundo y publicarlas en ediciones que ofrecen la más alta calidad técnica". A través de sus lanzamientos, pudieron introducir lo que ahora es un estándar para el video doméstico: formato letterbox para conservar la relación de aspecto original, comentarios de películas y suplementos/características especiales.

#### Filmes Live Action
La década de 1980 vio la época dorada del cine para adolescentes. Class, Fast Times at Ridgemont High, Risky Business, Mannequin, Porky's, Valley Girl y John Hughes dirigieron o escribieron Sixteen Candles, El club de los cinco, Weird Science, Ferris Bueller's Day Off, La chica de rosa y Some Kind of Wonderful; fueron comedias adolescentes populares, y entre sus estrellas se incluyen Emilio Estevez, Anthony Michael Hall, Jennifer Jason Leigh, Andrew McCarthy, Rob Lowe, Judd Nelson, Molly Ringwald, Ally Sheedy, Matthew Broderick, Tom Cruise, Rebecca De Mornay, Sean Penn y Nicolas Cage. Otros dramas juveniles incluyen Cuenta conmigo y The Outsiders y La ley de la calle, dirigidas por Francis Ford Coppola. Entre sus estrellas se encuentran River Phoenix y Mickey Rourke. Se dice que las películas de Brat Pack incluyen The Breakfast Club y St. Elmo's Fire. Las películas de baile musical incluyen Footloose, Dirty Dancing y Flashdance, y sus estrellas incluyen a Kevin Bacon y Patrick Swayze. Otros musicales incluyen Annie.
Las películas de terror fueron un género popular durante la década. Entre las franquicias de terror más populares de la década de 1980 se encuentran Viernes 13, Pesadilla en Elm Street, Halloween, Child's Play, Hellraiser y Poltergeist. Su reparto incluye a Jamie Lee Curtis, Robert Englund, Catherine Hicks, Chris Sarandon y Brad Dourif. El resplandor recibió inicialmente críticas mixtas por parte de los críticos, e incluso del autor del libro, y tuvo un éxito financiero moderado, pero luego se volvió muy popular y aclamado por la crítica. El concepto de película de terror de serie B dio origen a muchas películas de terror que luego alcanzaron el estatus de culto, como The Evil Dead, dirigida por Sam Raimi. Las películas de comedia de terror incluyeron Beetlejuice, Gremlins, La pequeña tienda de los horrores y The Lost Boys. Entre sus estrellas se encuentran Alec Baldwin, Geena Davis, Winona Ryder, Zach Galligan, Phoebe Cates, Corey Feldman, Corey Haim y Kiefer Sutherland.
Las comedias incluyeron The Blues Brothers, Caddyshack, Stir Crazy, Private Benjamin, Cómo eliminar a su jefe, Trading Places, Splash, Jumpin' Jack Flash, Three Men and a Baby, Harry and the Hendersons, Throw Momma from the Train, Planes, Trains and Automobiles, Twins, The 'Burbs y dos películas de Ghostbusters, y sus estrellas incluyeron a Dan Aykroyd, Chevy Chase, Gene Wilder, Richard Pryor, Goldie Hawn, Jane Fonda, Tom Hanks, Whoopi Goldberg, Ted Danson, Steve Guttenberg, Tom Selleck, John Lithgow, Danny DeVito, Billy Crystal, Ernie Hudson, Rick Moranis, Steve Martin y John Candy. Las comedias románticas incluyen Mira quién habla, protagonizada por John Travolta. Good Morning, Vietnam es una comedia bélica protagonizada por Robin Williams y Forest Whitaker. Las comedias de acción incluyen 48 Hrs., Tras el romance de la piedra y La joya del Nilo. Entre sus estrellas se encuentran Nick Nolte y Kathleen Turner.
Las franquicias de películas de acción más populares introducidas durante la década de 1980 fueron las franquicias Indiana Jones, Duro de matar y Rambo. Otras películas de acción populares de la década incluyen Terminator, Aliens, Mad Max 2, Escape from New York, Red Dawn, Predator, RoboCop, la película de Harry el sucio Sudden Impact y Cobra . Las estrellas de estas películas incluyeron a Arnold Schwarzenegger, Bruce Willis, Alan Rickman, Sigourney Weaver, Mel Gibson, Danny Glover, Joe Pesci, Charlie Sheen, Linda Hamilton, Michael Biehn, Lance Henriksen, Gary Busey, Harrison Ford, Karen Allen, Peter Weller, Nancy Allen, Kurt Russell, Clint Eastwood, Sylvester Stallone, Brigitte Nielsen, Vernon Wells y Brian Dennehy . El cine de acción y las películas de artes marciales de Hong Kong fueron revolucionadas por una nueva ola de cineastas inventivos que incluía a Jackie Chan, Sammo Hung, Tsui Hark y John Woo . Las películas de artes marciales estadounidenses contaron con actores como Chuck Norris, Jean-Claude Van Damme y Steven Seagal, e incluyeron a The Karate Kid . El drama deportivo incluyó The Natural y las dos películas de Rocky, cuyas estrellas incluyeron a Carl Weathers y Dolph Lundgren.
La popularidad de las películas de superhéroes de gran éxito después del año 2000 se atribuye en parte al comienzo de estas películas en la década de 1980, comenzando con la serie de películas de Superman de Salkind de 1978 a 1987 y terminando a finales de la década con Batman de Tim Burton de 1989.  Entre sus estrellas se encuentran Christopher Reeve, Gene Hackman, Michael Keaton, Kim Basinger y Jack Nicholson .
La popularidad de las películas de ciencia ficción en la década de 1980 se puede atribuir a la popularidad de la trilogía original de Star Wars (1977-1983). Las películas de ciencia ficción incluyen Blade Runner, Outland, El regreso de Godzilla, La zona muerta, La mosca, El abismo, The Running Man, Flash Gordon, Innerspace, La alucinante aventura de Bill y Ted y Regreso al futuro . Entre sus estrellas se incluyen Mark Hamill, Carrie Fisher, Alec Guinness, James Earl Jones, Rutger Hauer, Daryl Hannah, Jeff Goldblum, Max von Sydow, Dennis Quaid, Meg Ryan, Michael J. Fox, Christopher Lloyd, Lea Thompson y Keanu Reeves . Las películas de espadas y brujería incluyen Excalibur y Conan el Bárbaro . Otras películas de fantasía incluyen Time Bandits, El cristal oscuro, La historia interminable y Las brujas de Eastwick, protagonizadas por Michelle Pfeiffer y Susan Sarandon .

#### Animación
Después de dejar Disney en 1979, Don Bluth formó su propio estudio y dirigió El secreto de NIMH, Un cuento americano, En busca del valle encantado y Todos los perros van al cielo . El estudio Disney estuvo casi en quiebra luego de que The Black Cauldron fracasara en la taquilla. Comenzaron a recuperarse con el modesto éxito de Ron Clements y John Musker dirigieron El gran ratón detective . El híbrido animado de acción real dirigido por Robert Zemeckis, ¿Quién engañó a Roger Rabbit?, coproducido con Steven Spielberg, fue un éxito y el Renacimiento de Disney comenzó con La Sirenita, protagonizada por Jodi Benson .
Las películas animadas basadas en obras populares incluyen Heavy Metal, La película de los osos cariñosos, Transformers: la película y La aventura de las ardillas ; mientras que las películas originales incluyen El último unicornio, Los perros de la plaga, Fuego y hielo, La tostadora valiente, El gran gigante BFG y la primera película de Wallace y Gromit, A Grand Day Out.
La década de 1980 también vio un aumento de películas de anime japonesas como El castillo de Cagliostro y Nausicaä del Valle del Viento de Hayao Miyazaki tuvieron éxito y llevaron a la fundación de Studio Ghibli, que produjo las exitosas El castillo en el cielo, Mi vecino Totoro, La tumba de las luciérnagas y El servicio de entregas de Kiki en la década de 1980. Otras películas de anime conocidas de esa década incluyen Golgo 13: El profesional y Macross: ¿Recuerdas el amor? , Lensman, Vampire Hunter D, Akira, Little Nemo: Adventures in Slumberland y la serie de películas Urusei Yatsura. La primera franquicia animada teatral, la serie de películas de Doraemon, comenzó en 1980 con el lanzamiento de Doraemon: Nobita's Dinosaur.

### Televisión
El canal de vídeos musicales MTV se lanzó en Estados Unidos en 1981 y tuvo un profundo impacto en la industria de la música y la cultura popular, especialmente en la década de 1980 y principios de la de 1990.
La década de 1980 fue una década de transformación en la televisión. La televisión por cable se hizo más accesible y, por tanto, más popular. A mediados de la década, casi el 70% de la población estadounidense tenía televisión por cable y más del 85% pagaba por servicios de cable como HBO o Showtime. Las personas que vivían en áreas rurales donde no había servicio de televisión por cable aún podían acceder a los canales de cable a través de una antena parabólica grande (y costosa), que, a mediados de los años 1990, se eliminó gradualmente en favor de las pequeñas antenas parabólicas en los techos que ofrecen servicios de DirecTV y Dish Network.
La década de 1980 fue prominente por generar programas animados populares como Los Pitufos, ThunderCats, Transformers, The Super Mario Bros. Super Show!, Henry's Cat, Danger Mouse, Count Duckula, Alias the Jester, Yakari, Lucky Luke, Heathcliff (la serie final de Mel Blanc), Masters of the Universe, Inspector Gadget, Alvin y las Ardillas, Bananaman, Thomas y sus amigos, Muppet Babies, Teenage Mutant Ninja Turtles, Babar, The Raccoons, DuckTales, Chip 'n Dale: Rescue Rangers, Dennis the Menace, MASK, Care Bears, Rainbow Brite, Garfield and Friends, Pingu, Postman Pat y Fireman Sam .
Los primeros cortos de Los Simpson se emitieron en El show de Tracey Ullman, y apareció la primera serie de Los Simpson en 1989. En 1980, Astro Boy tuvo una nueva versión a color. Otras series de anime de la década de 1980 incluyen Wowser, Ulysses 31, Las Misteriosas Ciudades de Oro, Dominion, Voltron, Super Dimension Fortress Macross, El Puño de la Estrella del Norte, Gundam y Star Blazers.

## Deportes
- En 1980 se celebra XXII edición de los Juegos Olímpicos de Verano en Moscú, marcado por el boicot de los Estados Unidos secundado por 65 países por la invasión soviética de Afganistán.
- En la villa de Lake Placid, Nueva York, tuvieron lugar los XIII Juegos Olímpicos de Invierno.
  - Milagro sobre hielo

- En 1981 Muhammad Ali realiza su último combate de boxeo profesional: Es derrotado por el futuro campeón mundial de peso completo Trevor Berbick en las Bahamas.

- En España se celebra la Copa Mundial de Fútbol de 1982, participaron 24 selecciones nacionales de Fútbol. En el partido final la Italia de Paolo Rossi se coronó tricampeona al vencer por 3-1 a la República Federal Alemana.

- Celebración de la XXIII edición de los Juegos Olímpicos de Verano de 1984.
- Los XIV Juegos Olímpicos de Invierno de Sarajevo 1984
- La selección francesa alza su primera Eurocopa al vencer en la final como local a la selección española por 2-0.
- Batalla campal en la final de la Copa del Rey,
- En 1984 se produce una Multitudinaria presentación de Diego Armando Maradona como jugador del Nápoles en el estadio, que en 2009 superaría Cristiano Ronaldo.

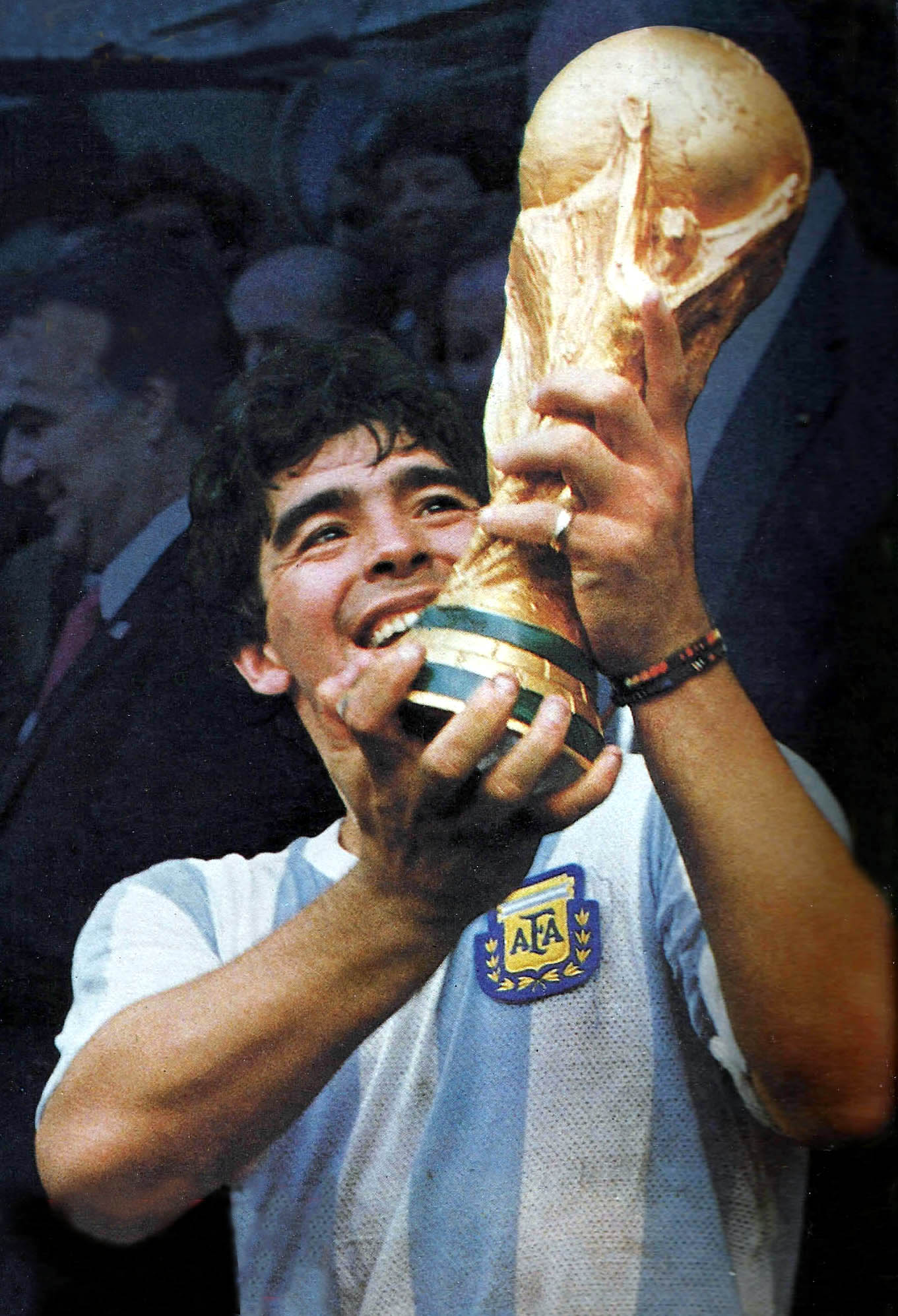
Diego Maradona levantando el trofeo de la Copa del Mundo después de que Argentina ganara la final en 1986.

- Diego Maradona levantando el trofeo de la Copa del Mundo después de que Argentina ganara la final en 1986.16 de septiembre de 1984 Julio César Chávez conquista su primer campeonato mundial de boxeo, noqueando en ocho asaltos al también mexicano Mario Martínez. Tanto Chávez como Wilfred Benítez, Alexis Arguello, Roberto Duran, Wilfredo Gómez, Thomas Hearns, Sugar Ray Leonard y Héctor Camacho entran en la lista de tricampeones mundiales del boxeo al conquistar sus terceros títulos mundiales durante este decenio.

- Tragedia de Heysel.

- La selección de Argentina, capitaneada con un estelar Diego Armando Maradona conquista su segundo Mundial de fútbol, tras vencer en la final a la selección de la República Federal de Alemania por 3-2 en el estadio Azteca de México.
- El Steaua de Bucarest se convierte en el primer equipo de la Europa comunista en ganar la Copa de Europa, tras vencer en la tanda de penaltis al Barça en el estadio Sánchez Pizjuán de Sevilla.

- Jesús Gil es elegido presidente del Atlético de Madrid, llegó con el fichaje de Paolo Futre.
- El FC Porto gana la Copa de Europa tras vencer en la final al Bayern de Múnich en el Praterstadion de Viena, en Austria.

- Celebración de la XXIV edición de los Juegos Olímpicos de Verano en Seúl (Corea del Sur).
  - El atleta canadiense Ben Johnson es desposeído de su medalla de oro de la prueba de los 100 metros lisos en los Juegos Olímpicos de Seúl por dopaje.
- La selección neerlandesa conquista su primera Eurocopa —único título internacional en su palmarés, hasta la fecha— al ganar a la Unión Soviética por 2-0.
- Steffi Graf, única jugadora o jugador de tenis en lograr el Golden Slam en el mismo año.

- Tragedia de Hillsborough de 1989.
- En el partido de vuelta de las semifinales de la Copa de Europa, el AC Milán golea al Real Madrid por 5-0.
- Retirada del baloncesto de Abdul Jabbar.

## Videojuegos
Entre los videojuegos populares se incluyen Pac-Man, Super Mario Bros., The Legend of Zelda, Final Fantasy, Castlevania, Metroid, Mega Man, Donkey Kong, Frogger y Tetris . Pac-Man fue el primer juego que alcanzó una gran popularidad en la cultura general y el primer personaje de videojuego en ser popular por derecho propio.
Los juegos electrónicos portátiles LCD se introdujeron en el segmento del mercado juvenil. Las principales computadoras de juego de la década de 1980 surgieron en 1982: la Commodore 64 y la ZX Spectrum . Nintendo finalmente decidió en 1985 lanzar su Famicom (lanzada en 1983 en Japón) en los Estados Unidos bajo el nombre de Nintendo Entertainment System (NES). Venía incluida con Super Mario Bros. y de repente se convirtió en un éxito. La NES dominó el mercado estadounidense y japonés hasta el surgimiento de la siguiente generación de consolas a principios de la década de 1990, lo que hizo que algunos llamaran a esta época la era Nintendo . Sega lanzó su consola de 16 bits, Mega Drive/Genesis, en 1988 en Japón y en Norteamérica en 1989. En 1989, Nintendo lanzó la Game Boy, una consola portátil monocromática.

El juego Pac-Man (1980) se volvió inmensamente popular y un ícono de la cultura popular de los años 80.
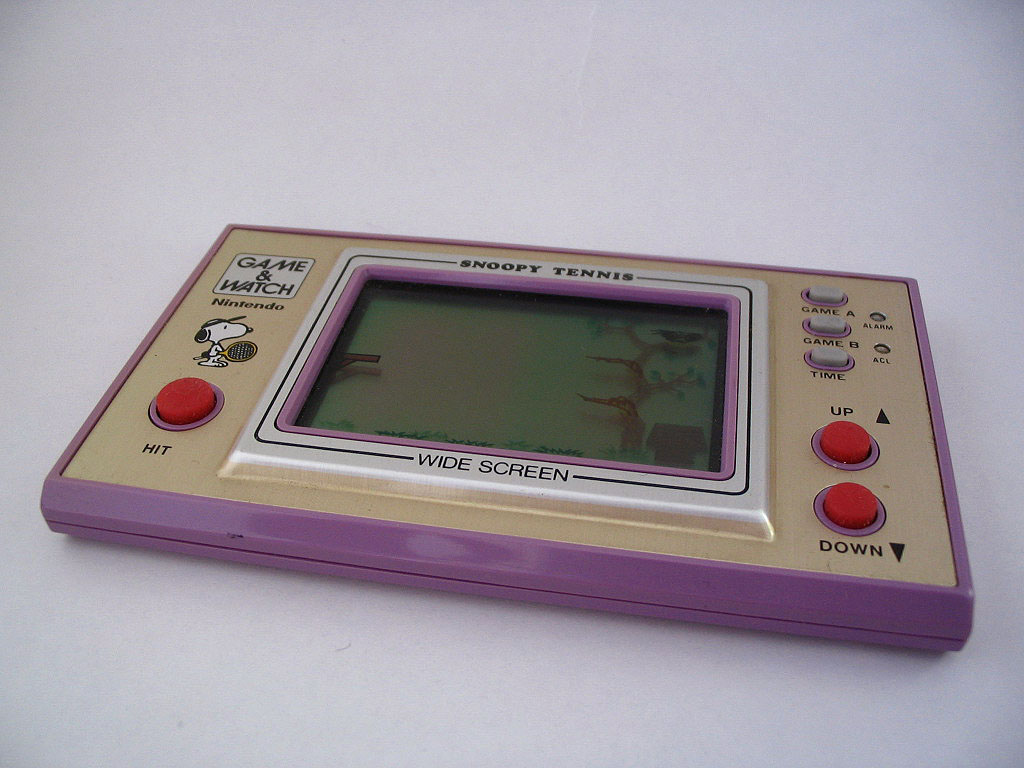
Game & Watch fue el juego móvil popular durante la década hasta que fue reemplazado a principios de los años 1990 por el más avanzado Game Boy .
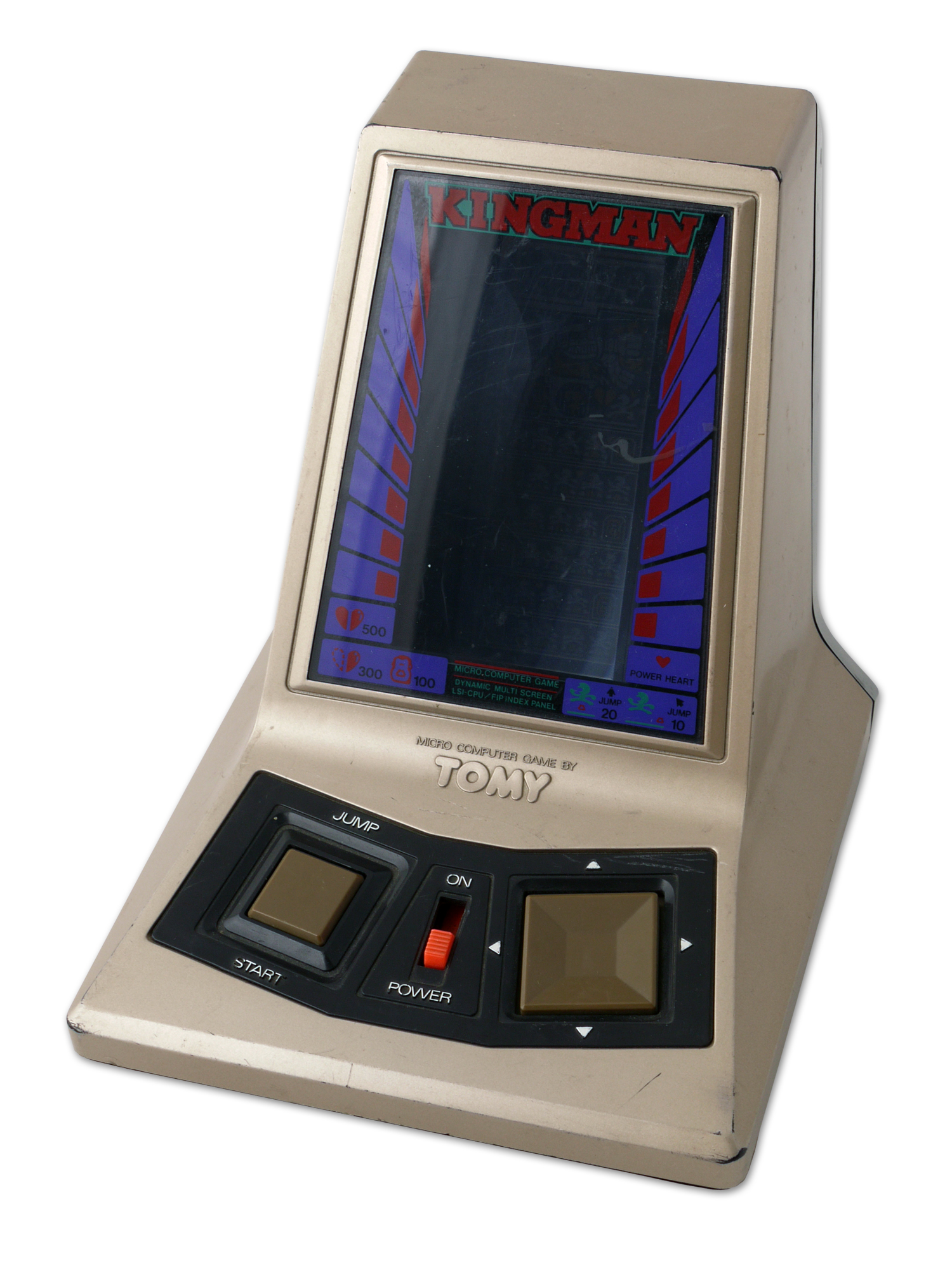
Microjuego de ordenador de Tomy

## Moda

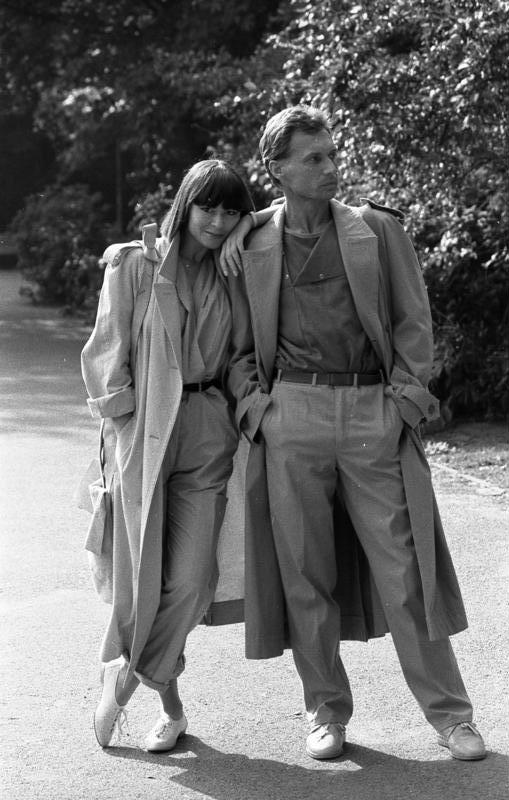
Una pareja alemana en 1985.

A principios de la década, se mantuvo la moda de finales de los 70, evolucionando hacia la moda heavy metal. Sin embargo, la moda se volvió más extravagante durante los 80. Esta década incluyó cabellos cardados y teñidos de colores, vaqueros rotos, ropa neón y una gran variedad de colores y diseños que al principio no fueron aceptados.
Las tendencias de peinados más importantes de la década de 1980 incluyen el peinado ondulado, el mullet, el Jheri curl, el Hi-top fade, el Big hair y el corte Seiko-chan.
Las tendencias de vestimenta significativas de la década de 1980 incluyen hombreras, chaquetas de mezclilla, pantalones de cuero, chaquetas de aviador de cuero, enterizos, chaquetas Members Only, jeans ajustados lavados con ácido, polos Izod Lacoste y "preppy", leggings y calentadores de piernas (popularizados en la película Flashdance), camisas con hombros descubiertos y sudaderas cortadas (popularizadas en la misma película).
Las minifaldas volvieron a la moda popular a mediados de los 80 tras diez años de ausencia, confeccionadas principalmente en tela vaquera. Desde entonces, las minifaldas y los minivestidos se han mantenido en la moda popular hasta la actualidad.
El maquillaje de los 80 era agresivo, brillante y colorido. Las mujeres realzaban sus labios, cejas y mejillas con maquillaje. Usaban mucho rubor y delineador de ojos.

Otras tendencias de la década de 1980 incluyen diademas deportivas, gafas de sol Ray-Ban Aviator (popularizadas en la película Top Gun), gafas de sol Ray-Ban Wayfarer (popularizadas en las películas Risky Business y The Blues Brothers, así como en la serie de televisión Miami Vice) y relojes Swatch . Tanto mujeres como niñas también llevaban zapatos de gelatina, grandes collares con crucifijos y sostenes, todos inspirados en el videoclip de Madonna «Like a Virgin».

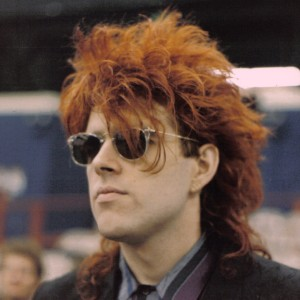
Tom Bailey de los Thompson Twins en 1986 con el moderno peinado Big Hair, logrado con generosas aplicaciones de espuma y laca.
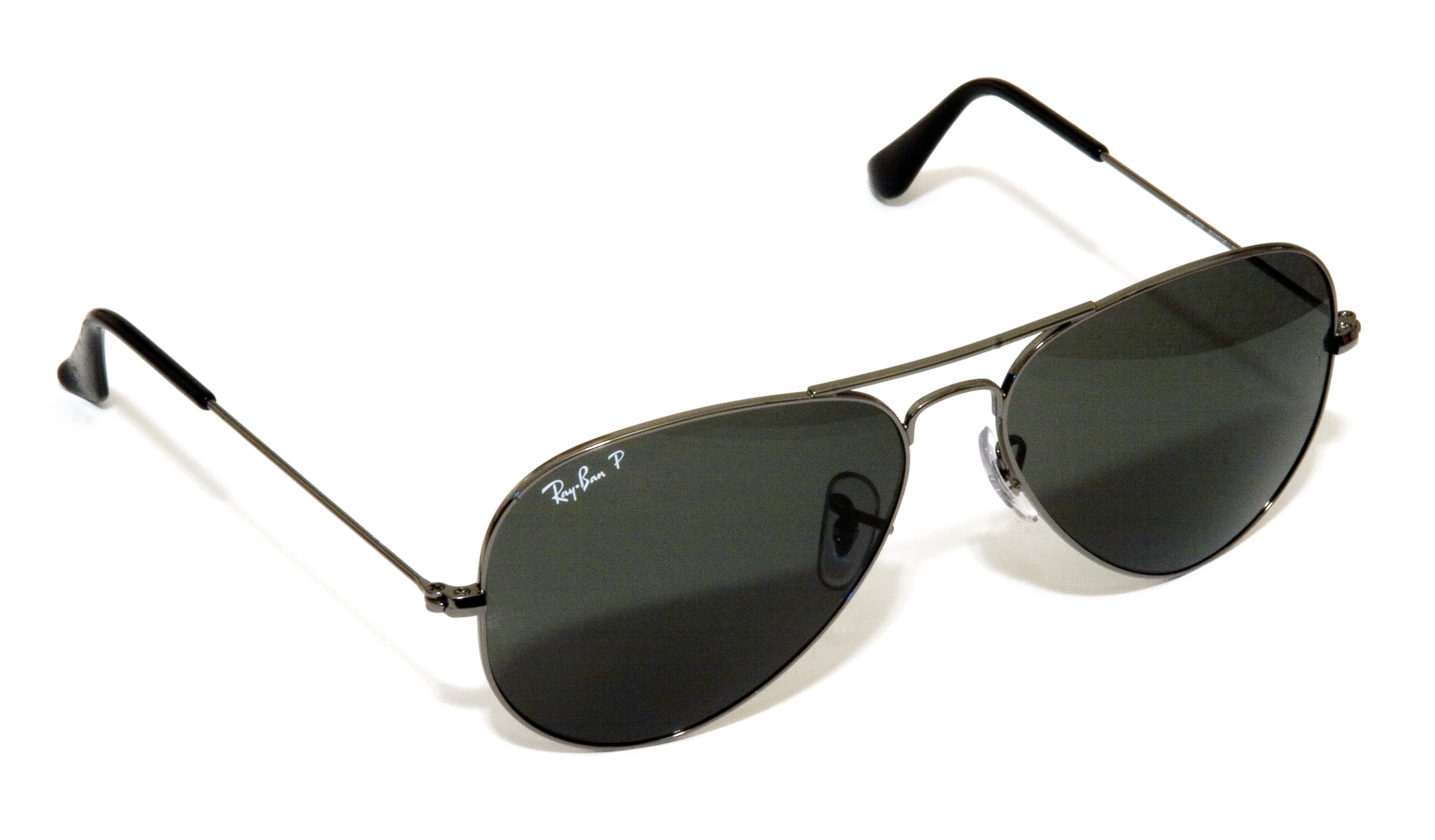
Gafas de sol Ray-Ban
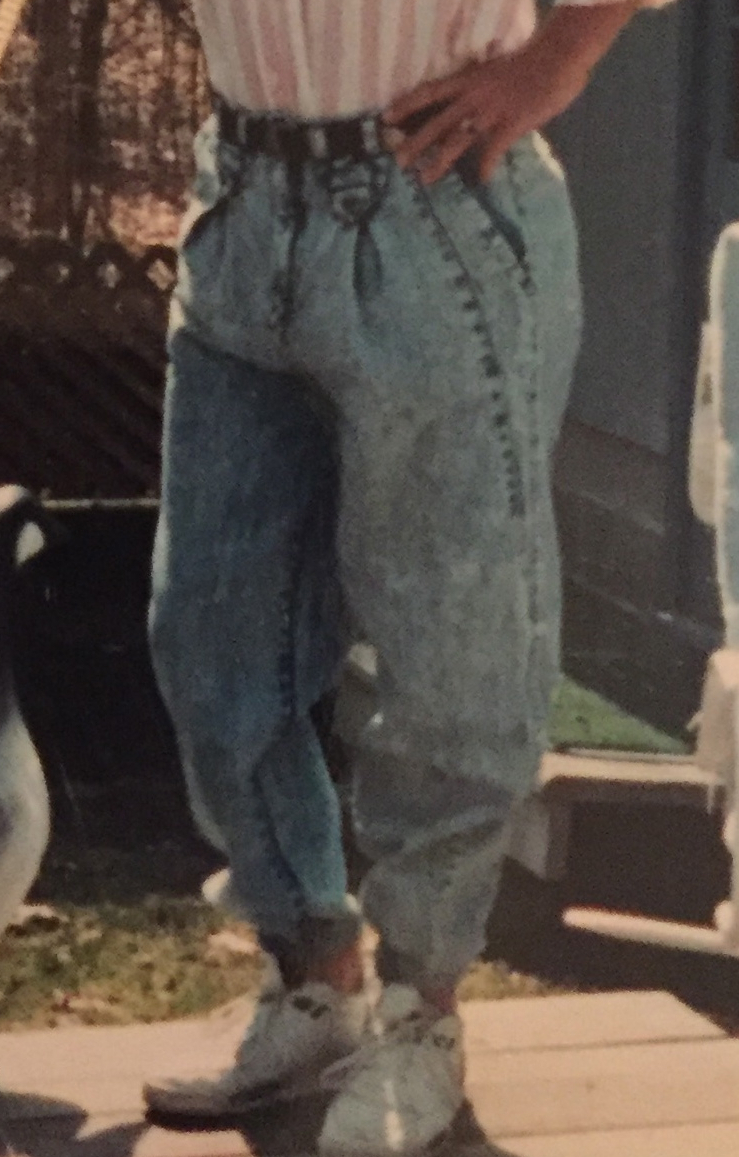
Vaqueros plisados y lavados con ácido de moda de los años 80
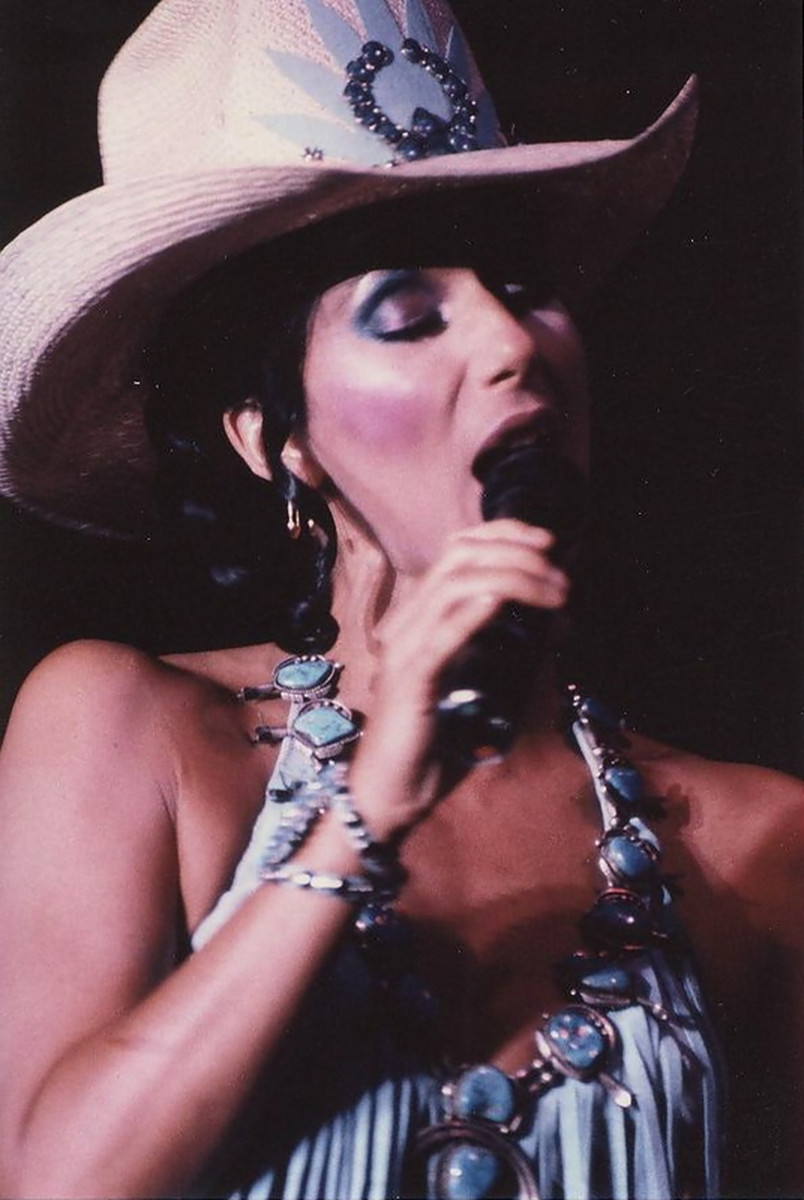
La música y actriz mundialmente popular, Cher, fue un destacado ícono de la moda de la época.
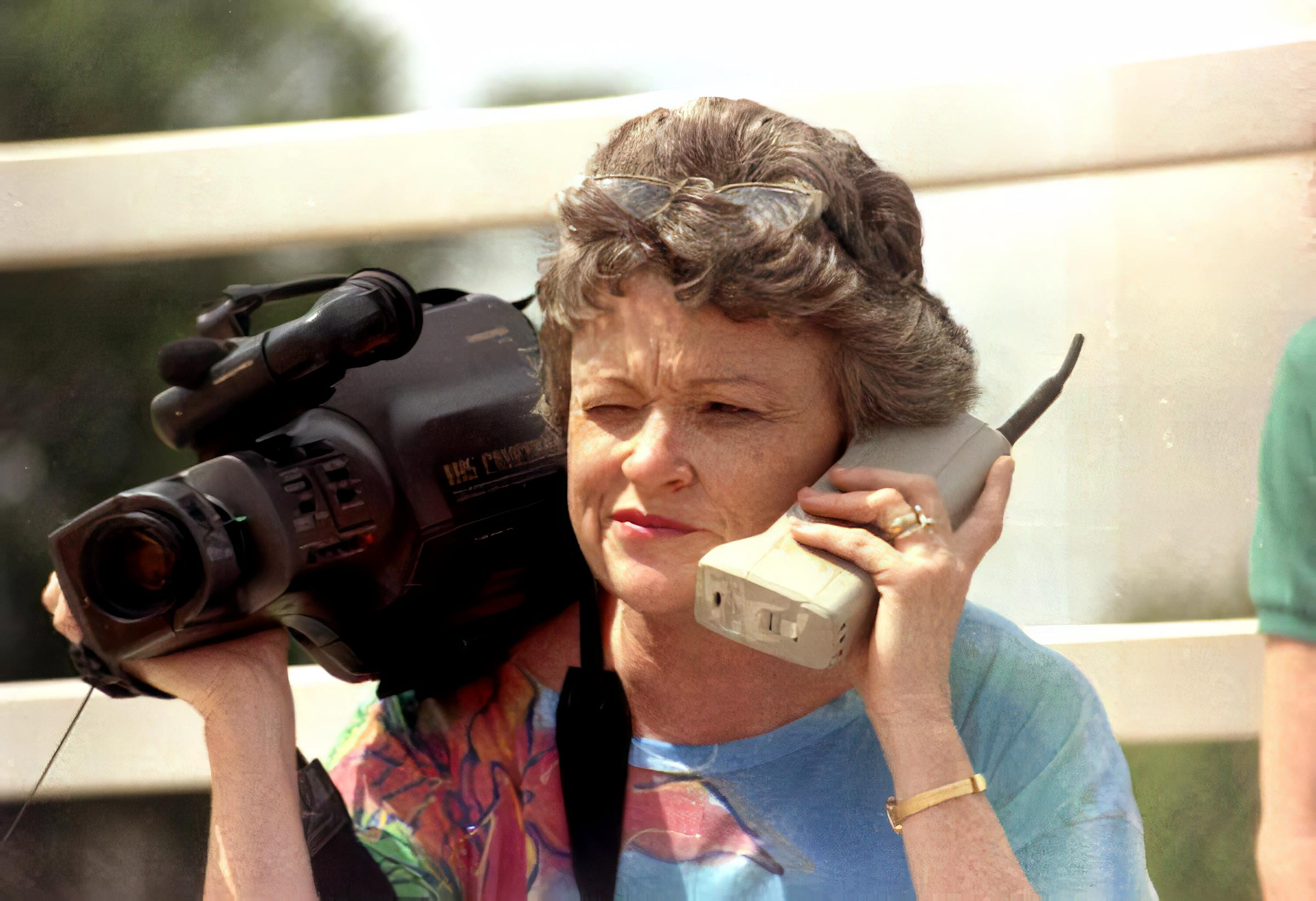
La periodista Lucy Morgan sostiene uno de los primeros teléfonos móviles de ladrillo, así como una cámara de vídeo de los años 80.
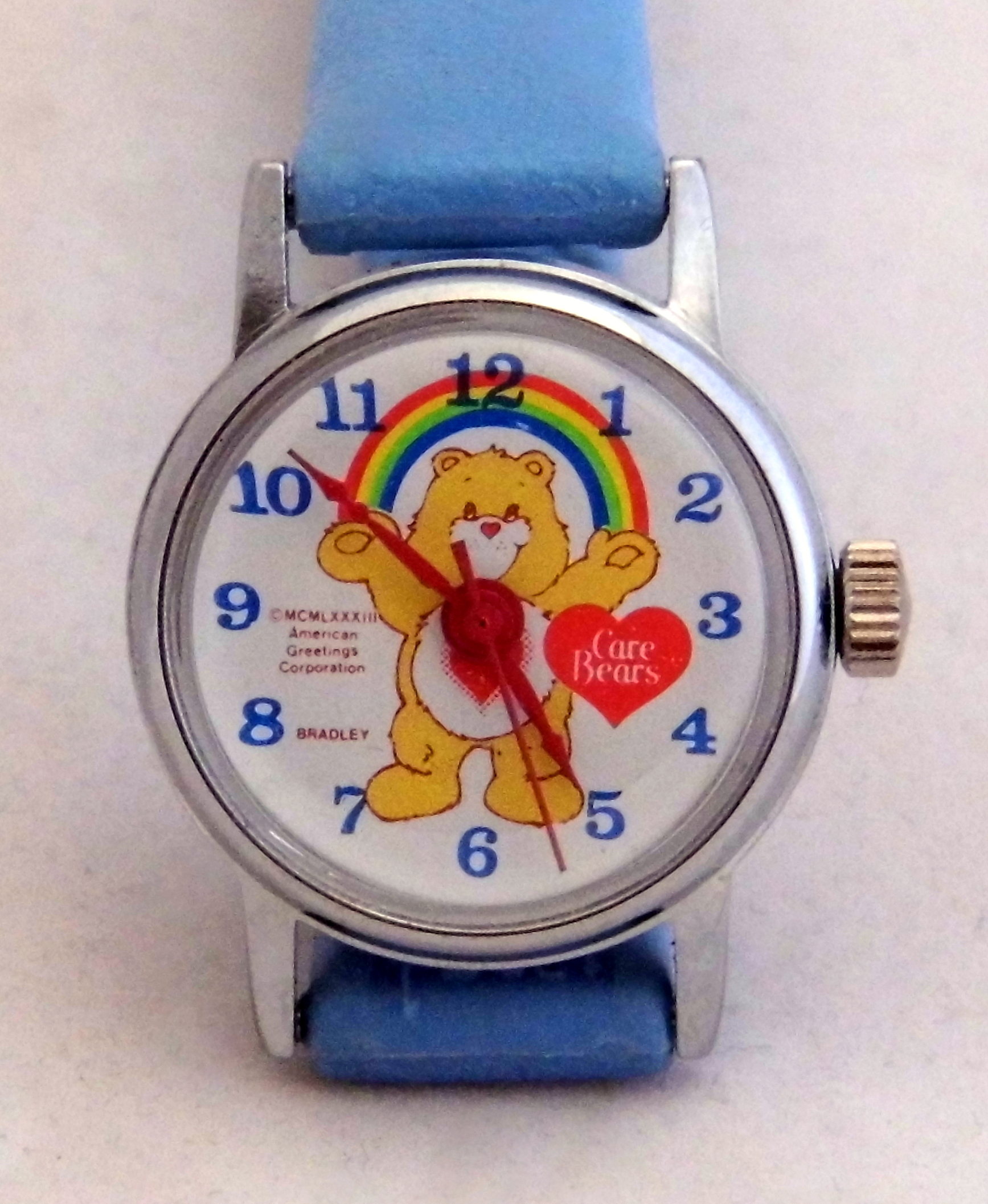
En la década de 1980, los Ositos Cariñositos eran populares entre los niños y se los veía en tarjetas de felicitación, prendas de vestir, accesorios y otros productos.
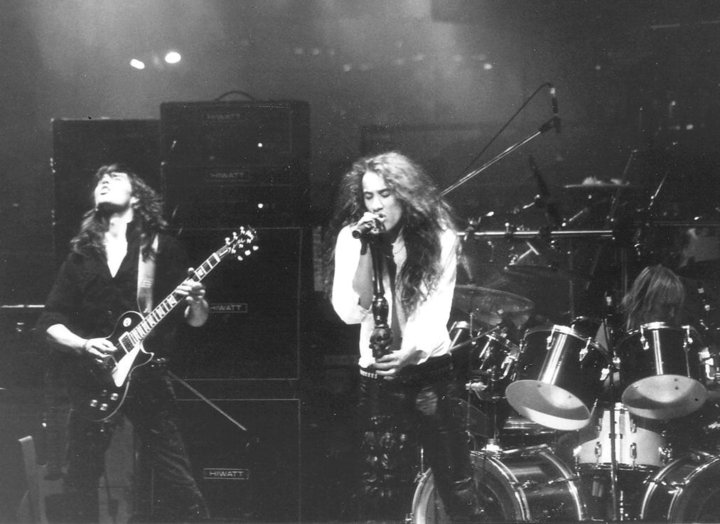
La moda del heavy metal, como esta Mournblade usada, surgió en la década de 1980, inspirada en bandas como Metallica .